# Sonnenröschen
Die Sonnenröschen (Helianthemum) historisch auch Sonnengünsel, Zwerg-Cistus oder Cisten-Rößlein genannt sind eine Pflanzengattung aus der Familie der Zistrosengewächse (Cistaceae). Sie ist die artenreichste Gattung der Familie. Die je nach Autor 95 bis 175 Arten sind vor allem im Mittelmeerraum, der Arabischen Halbinsel, Vorderasien und Nordafrika verbreitet. Auf den Kanarischen Inseln sind 13 Arten endemisch. Allerdings haben neuere gentechnische Untersuchungen gezeigt, dass viele Arten nicht monophyletisch sind und somit teilweise neu taxiert bzw. klassifiziert werden müssen. Vereinzelt werden auch Tuberaria-Arten immer noch mit Helianthemum taxiert. Außerdem ist Helianthemum der Name einer der fünf Hauptkladen der Zistrosengewächse, bestehend aus den Gattungen Helianthemum, Crocanthemum und Hudsonia. Teilweise werden die nordamerikanischen Crocanthemum-Arten noch immer fälschlicherweise unter Helianthemum taxiert.

## Beschreibung

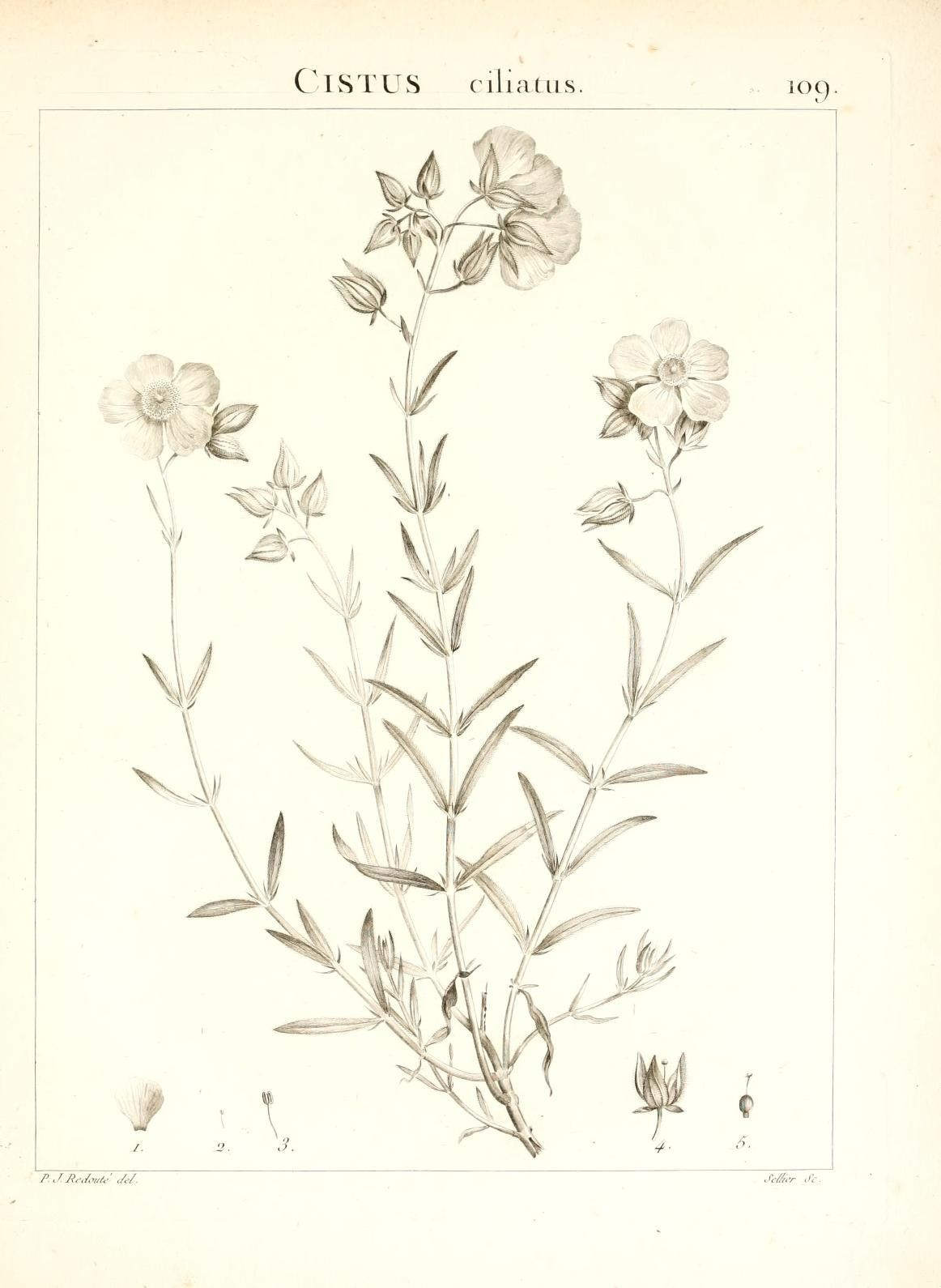
Illustration aus Flora Atlantica, sive, Historia plantarum quae in Atlante, agro Tunetano et Algeriensi crescunt, Tafel 109 des Apenninen-Sonnenröschen (Helianthemum apenninum)

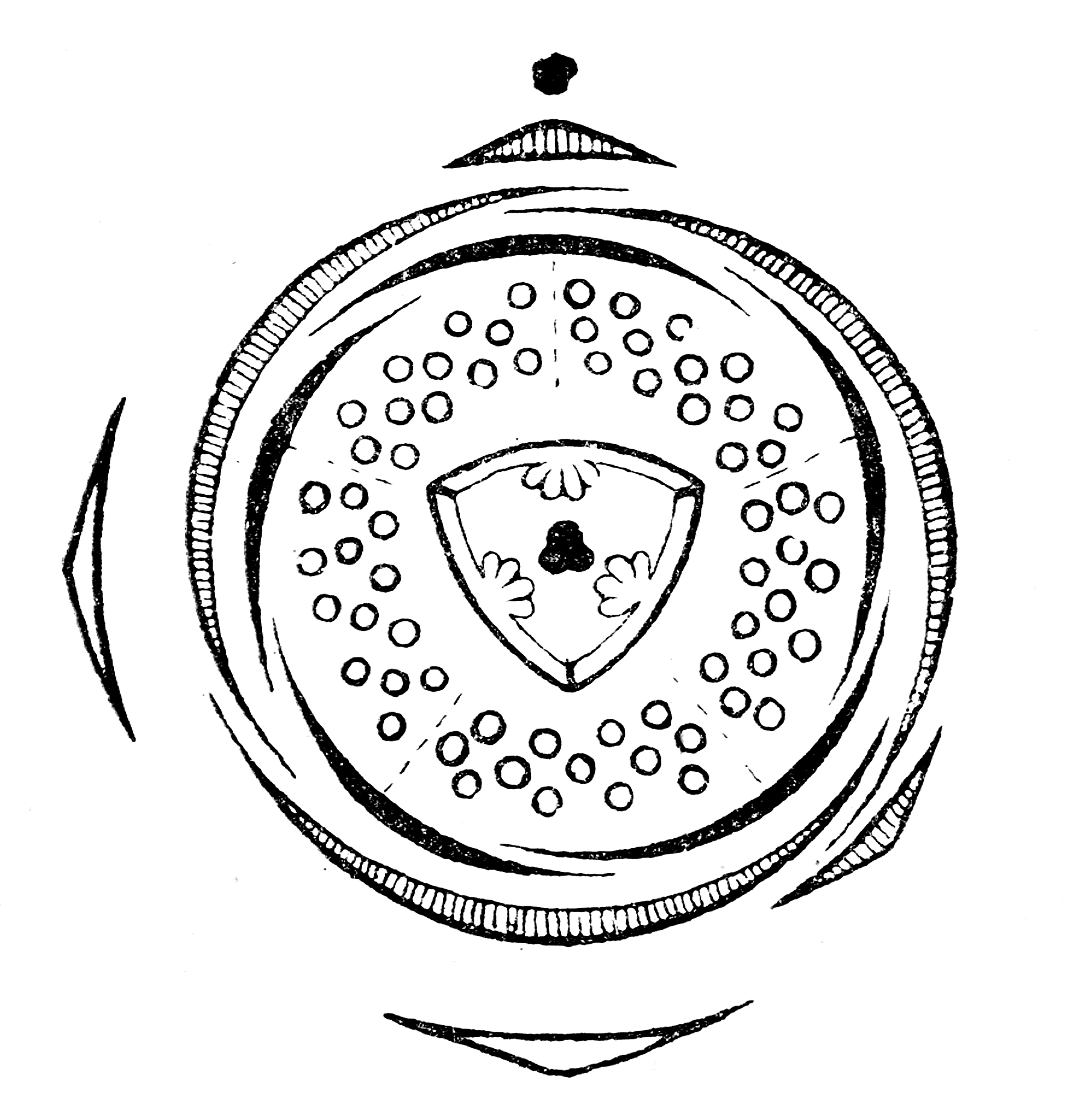
Blütendiagramm von Helianthemum nummularium

### Vegetative Merkmale
Helianthemum-Arten sind meist immer- bis halbimmergrüne Halbsträucher bis Sträucher, selten ausdauernde oder einjährige krautige Pflanzen mit sehr verschiedener, filziger, zottiger, seidenartiger, drüsiger oder schuppiger Behaarung, mitunter auch fast kahl.
Die Laubblätter sind meist gegenständig, oder die obersten wechselständig angeordnet. Die Blattspreiten sind einfach. Es sind oft Nebenblätter vorhanden, manchmal fehlen sie.

### Generative Merkmale
Die Blüten stehen einzeln und zu wenigen bis vielen in endständigen zymösen, traubigen, schirmtraubigen, köpfchenförmigen, oder selten rispigen Blütenständen zusammen. Die Blüten sind meist gestielt, selten sitzend.
Die zwittrigen Blüten sind radiärsymmetrisch und fünfzählig mit doppelter Blütenhülle. Von den fünf ungleichen Kelchblättern sind die äußeren zwei linealisch und etwa halb so groß wie die inneren drei, die ungleich und relativ breit sind. Die Kronblätter können kürzer bis viel länger als die Kelchblätter sein. Die fünf freien Kronblätter sind am häufigsten gelb bis orange-gelb, es gibt auch Arten in den Farben purpur, rosa, rot, scharlach und weiß. Mehrere Zuchthybriden haben auch gefüllte Blüten. Meist sind viele Staubblätter vorhanden, die alle fertil sind. In wenigen Sektionen (Eriocarpum, Brachypetalum) kommen kleistogame Blüten mit weniger Staubblättern vor. Der Fruchtknoten ist oberständig. Der schlanke Griffel endet in einer relativ großen, kopfigen Narbe.
Die einfächerigen oder unvollständig in drei Fruchtfächer geteilten Kapselfrüchte sind dreikantig und enthalten viele Samen.

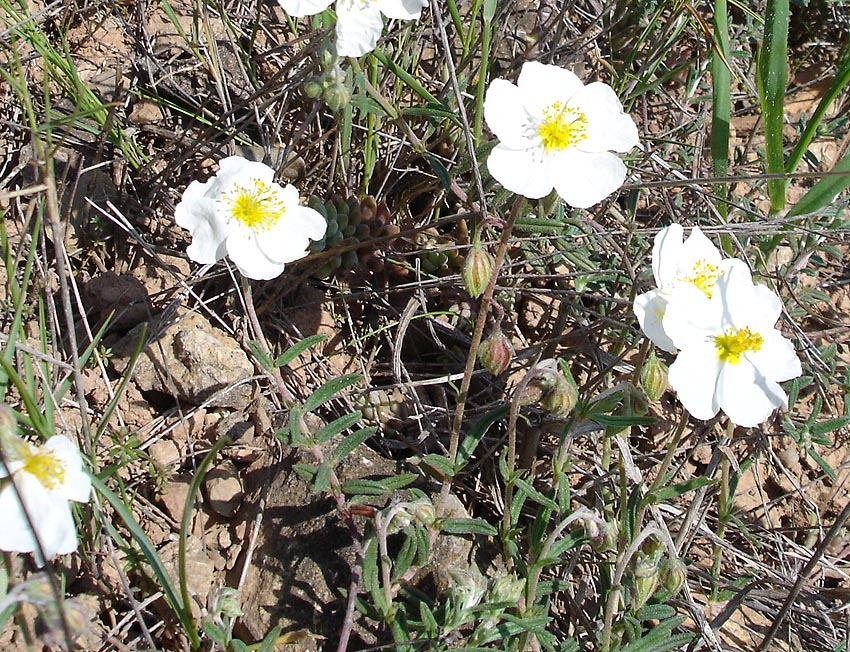
Apenninen-Sonnenröschen (Helianthemum apenninum)

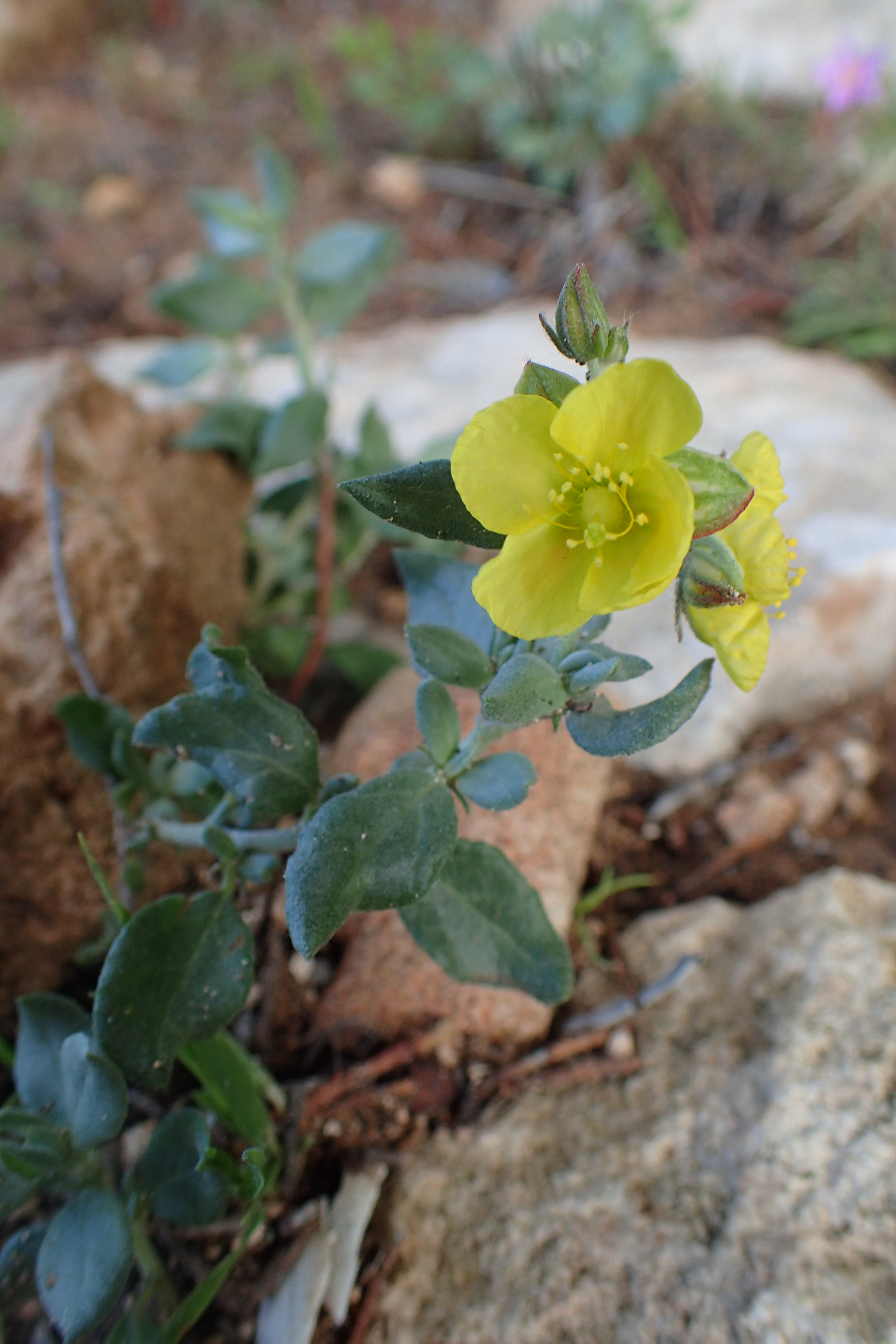
Helianthemum canariense

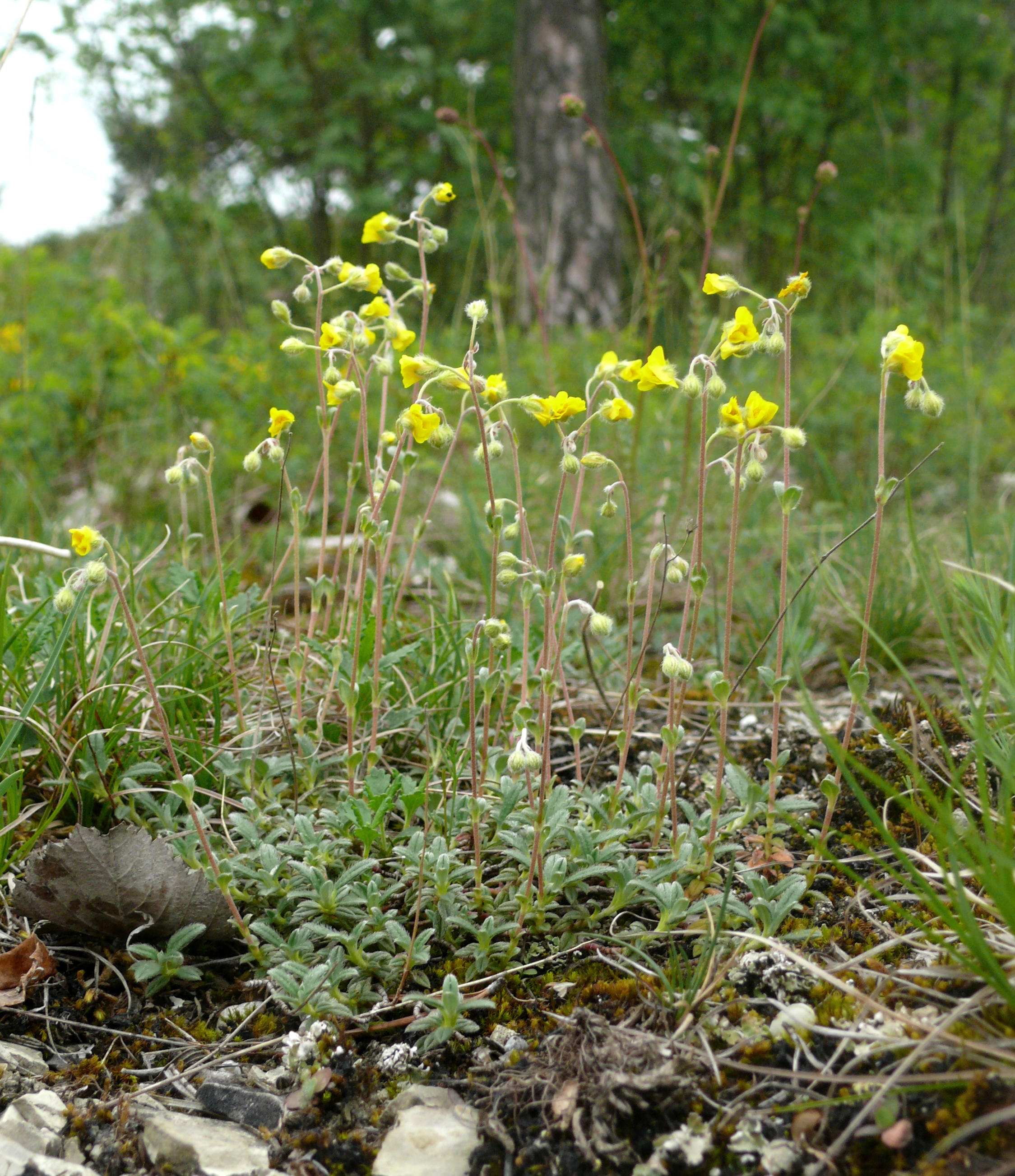
Graues Sonnenröschen (Helianthemum canum)

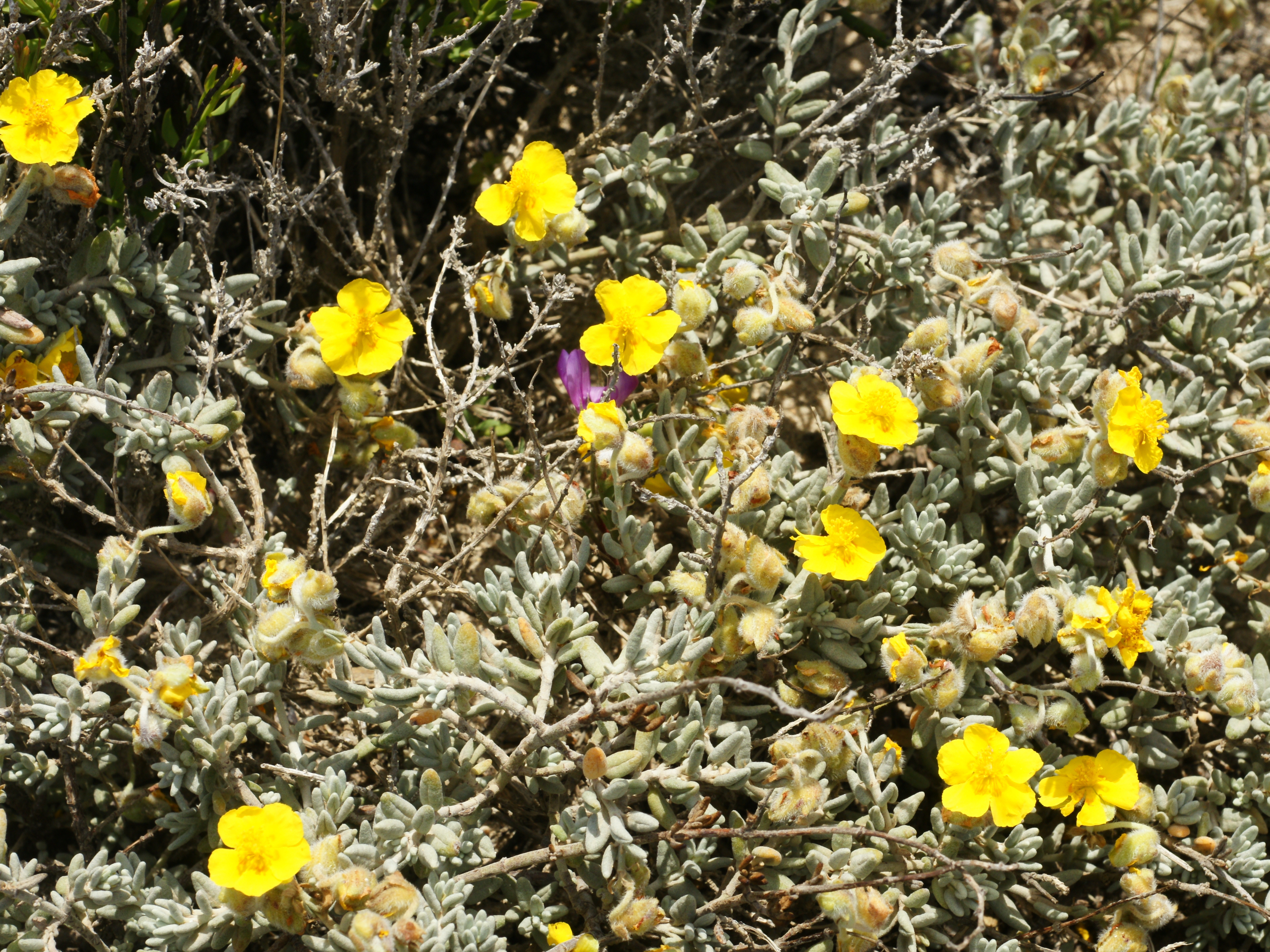
Katzenkopf-Sonnenröschen (Helianthemum caput-felis)

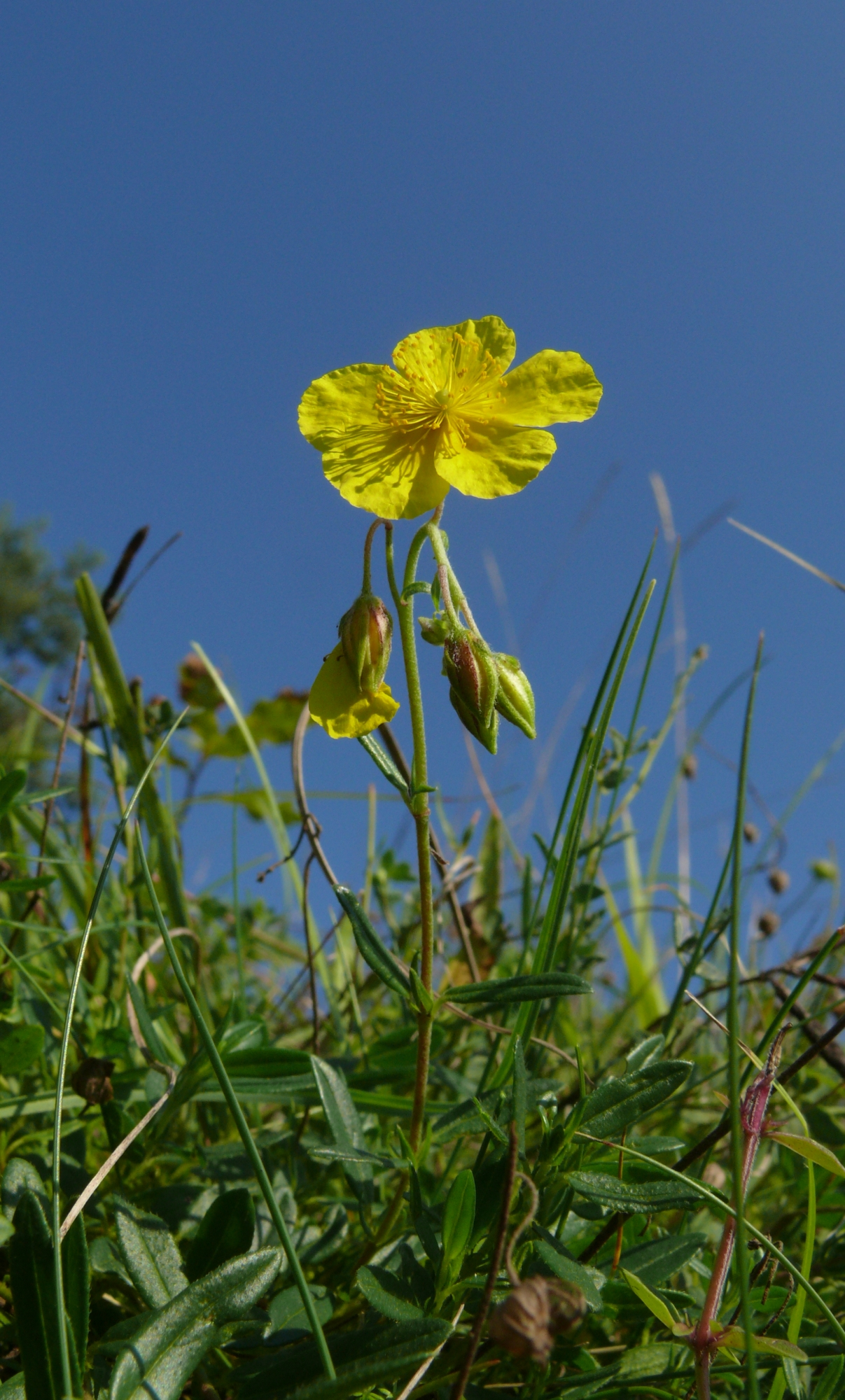
Trübgrünes Gewöhnliches Sonnenröschen (Helianthemum nummularium subsp. obscurum)

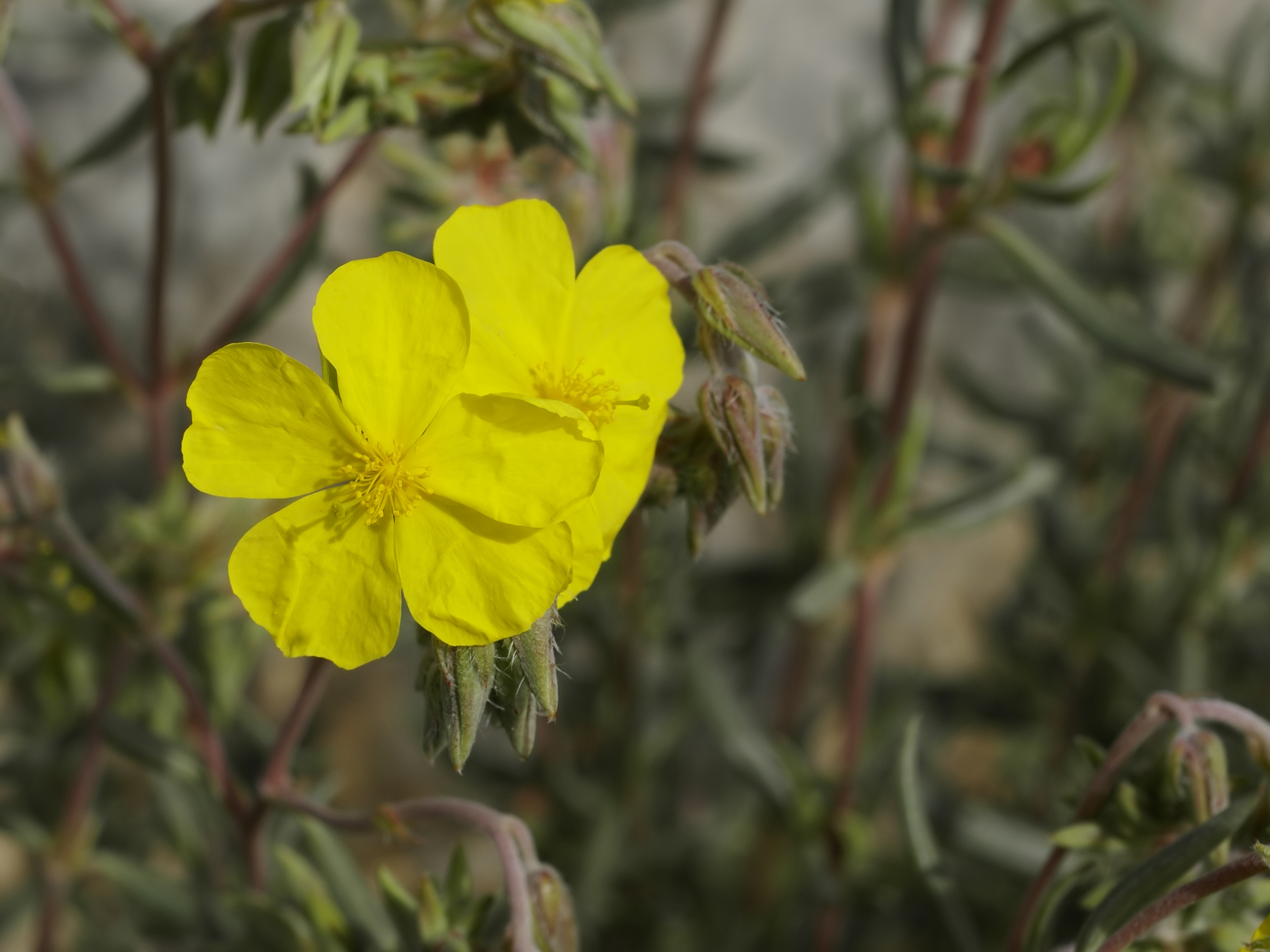
Lavendelblättriges Sonnenröschen (Helianthemum syriacum)

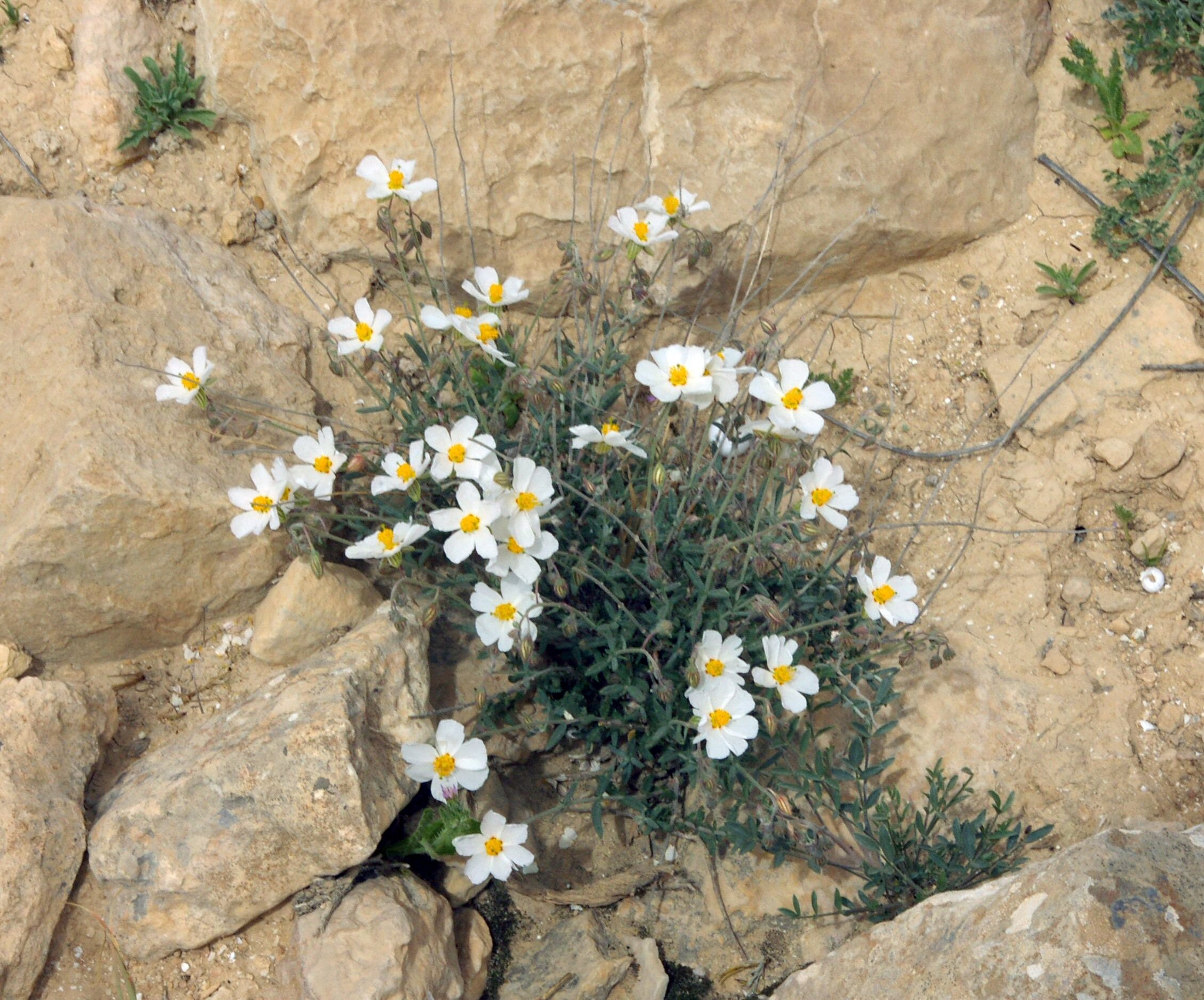
Helianthemum vesicarium

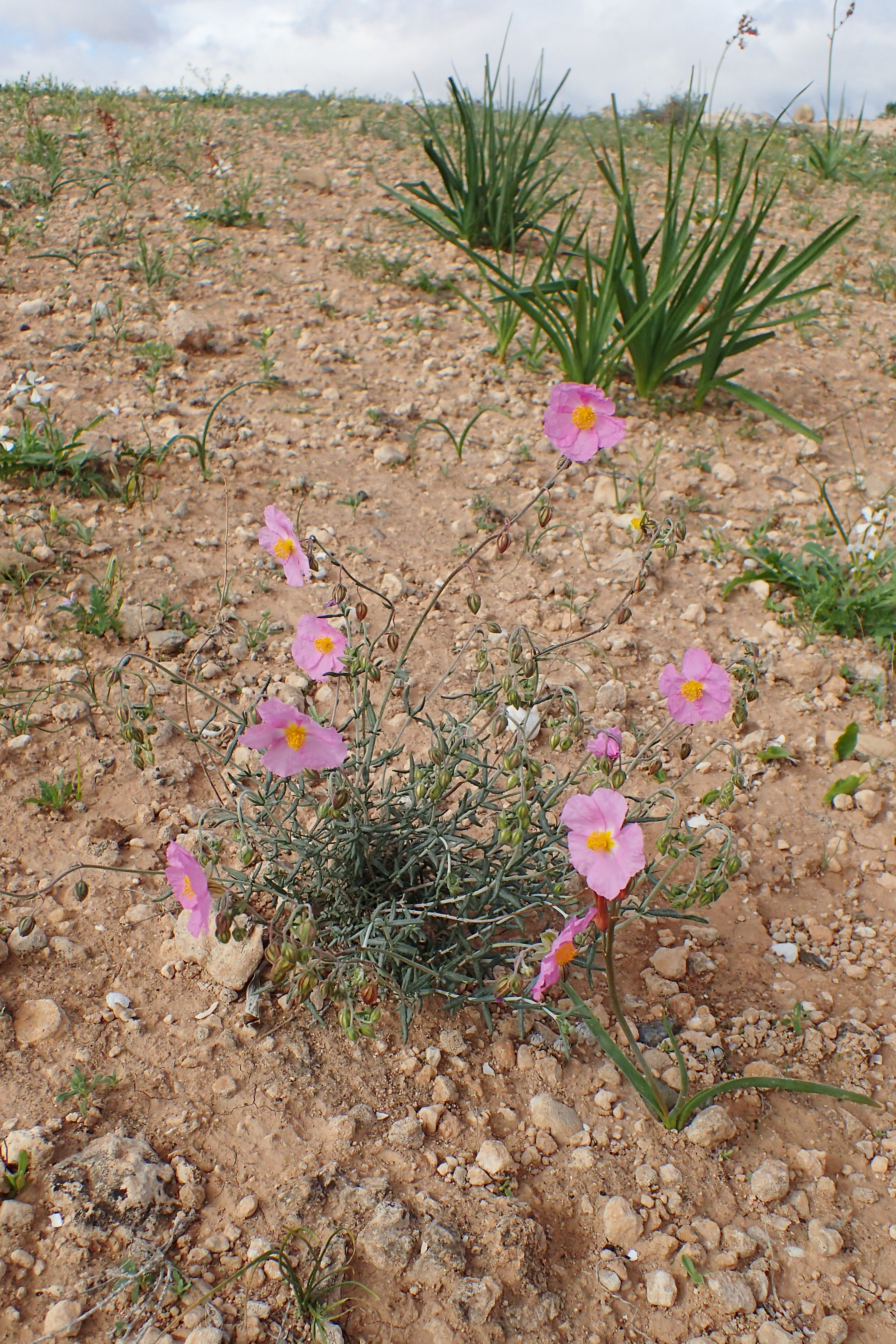
Helianthemum pergamaceum

## Systematik und botanische Geschichte

### Taxonomie
Carl von Linné behandelte die Gattung 1753 in seinem Werk Species Plantarum als Synonym der Gattung Cistus und verwarf den 1700 von Joseph Pitton de Tournefort eingeführten Gattungsnamen Helianthemum. 1754 akzeptierte Philip Miller Helianthemum als eigenständige Gattung. In der 8. Auflage von Millers The gardeners dictionary sind 24 Arten aufgeführt. Der Begriff „Helianthemum“ taucht erstmals in einer Veröffentlichung des deutschen Botanikers Valerius Cordus auf.
Eine erste umfassende Monographie der Zistrosengewächse, verfasst vom englischen Botaniker Robert Sweet mit dem Titel Cistineae teilte die Zistrosengewächse in vier Gattungen auf: Cistus, Helianthemum, Hudsonia und Lechea. Die Gattung Helianthemum bekam neun Sektionen: Halimium (heute eigene Gattung bzw. unter Cistus subsumiert), Lecheoides (heute eigene Gattung: Crocanthemum), Tuberaria (heute eigene Gattung), Macularia (gültig bis 2017), Brachypetalum (gültig bis 2017), Eriocarpum (gültig bis 2017), Fumana (heute eigene Gattung), Pseudocistus (gültig bis 2017) und Euhelianthemum (bis 2017 als Sektion Helianthemum).
Als Lectotypusart wurde 1949 Helianthemum nummularium Mill. durch Alfred Rehder in Notes on some cultivated trees and shrubs. Seite 471 festgelegt. Teilweise werden die Arten der amerikanischen Gattung Crocanthemum in populärwissenschaftlichen botanischen Publikationen immer noch unter Helianthemum beschrieben. Synonyme für Helianthemum Mill. sind bzw. waren Anthelis subg. Horanthes Raf., Crocanthemum Spach, Halimium sect. Lecheoides (Dunal) Grosser, Halimium sect. Spartioides Grosser, Helianthemum sect. Lecheoides Dunal, Helianthemum subg. Lecheoides (Dunal) Reiche, Heteromeris Spach, Horanthes Raf., Rhodax Spach, Taeniostema Spach.

### Innere Systematik
Helianthemum ist die artenreichste, am weitesten verbreitete und taxonomisch komplexeste Gattung der Familie Cistaceae. Für eine umfassende Studie wurden die Daten fast aller Helianthemum-Arten untersucht, Sequenzen der Plastid-DNA (ndhF, psbA-trnH, trnL-trnF) und der Zellkern-ITS-Region zusammengetragen und die Ergebnisse durch Aparicio et al. 2017 veröffentlicht.
Die Autoren Beatriz Guzmán und Pablo Vargas gehen in ihren Forschungsergebnissen von 2009 von 5 Hauptsträngen der Zistrosengewächse aus: die ersten 2 Abspaltungszweige bilden die Gattungen Fumana und Lechea. Dann folgt die sogenannte Helianthemum-Klade, die wiederum in zwei Schwestergruppen unterteilt wird: Die der beiden neuweltlichen Gattungen Crocanthemum und Hudsonia sowie der altweltlichen Helianthemum-Gruppe, identisch mit der Gattung Helianthemum. Die letzten 2 Kladen bzw. Zweige sind die Gattung Tuberaria und die gemeinsame Gruppe der Gattungen Cistus und Halimium.

### Gliederung der GattungHelianthemumvor 2017
Bis 2017 wurden die etwa 100 Helianthemum-Arten und Unterarten in zwei Untergattungen mit zehn Sektionen gegliedert:
- Untergattung Helianthemum Mill.: Sie enthielt sechs Sektionen:[4]
  - Sektion Argyrolepis Spach: Die einzige Art kommt auf der Iberischen Halbinsel sowie im nördlichen Algerien vor.[4]
  - Sektion Brachypetalum Dunal: Die etwa fünf Arten kommen in Makaronesien und im Mittelmeerraum vor.[4]
  - Sektion Eriocarpum Dunal: Die etwa 24 Arten kommen in Makaronesien und Saharo-Arabischen sowie Irano-Turanischen Raum (vielleicht auch Mittelmeerraum) vor.[4]
  - Sektion Helianthemum: Die etwa 43 Arten (mit 21 Unterarten) kommen in Makaronesien, im Mittelmeerraum sowie im Eurosibirischen Raum vor.[4]
  - Sektion Lavandulaceum G.López: Die etwa zwei Arten kommen im Mittelmeerraum vor.[4]
  - Sektion Pseudomacularia Grosser: Die etwa vier Arten kommen im Irano-Turanischen Raum vor.[4]
- Untergattung Plectolobum Willk.: Sie enthielt vier Sektionen:[4]
  - Sektion Atlanthemum (Raynaud) G.López & al.: Die einzige Art kommt im Mittelmeerraum vor.[4]
  - Sektion Caput-felis G.López: Die einzige Art kommt im Tyrrhenischen Raum vor.[4]
  - Sektion Macularia Dunal: Die etwa zwei Arten kommen nur in den Seealpen vor.[4]
  - Sektion Pseudocistus Dunal: Die etwa 17 Arten (mit 23 Unterarten) kommen im Mittelmeerraum und Eurosibirischen Raum vor.[4]

### Neue gentechnische Untersuchungen durch Aparicio et al. 2017
Neuere Untersuchungen mit Hilfe aufwändiger Techniken der Bayesschen Stochastik durch Aparicio et al. 2017 kamen zu sehr interessanten und neuen Ergebnissen in der Systematik der Zistrosengewächse, welche den Ergebnissen von Guzmán und Vargas von 2009 mit fünf Hauptsträngen widersprechen. Bestätigt wurde die frühe Abspaltung der Lechea- und der Fumana-Hauptkladen. Die Helianthemum-Hauptklade mit Helianthemum, Crocanthemum und Hudsonia ist nicht mehr aufrechterhaltbar, da es eine weitere frühe Aufspaltung in die altweltliche Helianthemum-Hauptklade gab. Weitere Aufspaltungen sind eine altweltliche Hauptklade mit Cistus, Halimium (nicht monophyletisch !) und Tuberaria und eine neuweltliche Hauptklade mit Crocanthemum und Hudsonia. Da bspw. Crocanthemum chihuahense und Hudsonia tomentosa den gleichen Stamm wie Crocanthemum scoparium haben, ist Crocanthemum nach diesen Ergebnissen keine monophyletische Gattung mehr.
Für die neue Helianthemum-Hauptklade ergeben sich drei Unterkladen, welche die Gliederung in die bisherigen Untergattungen und Sektionen nicht bestätigen. Es wird vorgeschlagen, dass die auch im bisherigen Umfang monophyletische Gattung Helianthemum neu zu gliedern sei.
Die Klade 1 ist hauptsächlich im Mittelmeerraum, dem Alpengebiet und den westasiatischen Gebirgen verbreitet, die Klade 2 von Makaronesien über den Mittelmeerraum, das subtropische Nordafrika, Anatolien bis Zentralasien vorkommend und die Klade 3 in Mediterranen Ökosystemen des Mittelmeerbeckens.
Weitere Untersuchungsergebnisse sind, dass viele Arten nicht monophyletisch sind. Sichtbar wird dies bei den in Mitteleuropa vorkommenden nicht monophyletischen Arten H. canum, H. nummularium, H. italicum und H. oelandicum, bei denen bis heute Uneinigkeit über die eindeutige Taxierung herrscht. Eine Neugliederung ist hier dringend erforderlich.
Interessanterweise können auf den Kanaren vorkommende Arten aufgrund der Nähe zum westeuropäischen Mittelmeerraum und zu Nordafrika entweder zur Klade 2 oder zur Klade 3 zugehörig sein.

## Arten
Je nach Autor gibt es 95 bis 175 Helianthemum-Arten, teilweise ist es umstritten, ob es sich um eine eigene Art, eine Unterart oder eine Varietät handelt, daher können Mehrfachnennungen möglich sein. Zur besseren Übersicht ist, falls in der von Aparicio et al. veröffentlichten gentechnischen Untersuchung erkenntlich oder aus anderen Quellen klar erkennbar, die Kladenzugehörigkeit angegeben.
- Abelardos Sonnenröschen (Helianthemum abelardoi Alcaraz): Klade 3 – Blütenfarbe: weiß, kommt im Südosten Spaniens vor.[20] Benannt nach dem spanischen Botaniker und Helianthemum-Experten Abelardo Aparicio (* 1958)
- Ägyptisches Sonnenröschen (Helianthemum aegyptiacum (L.) Mill.): Klade 3 – Blütenfarbe: hellgelb, kommt in Südeuropa, Nordafrika und Westasien vor.
- Agana-Sonnenröschen (Helianthemum aganae Marrero Rodr. & R. Mesa): Blütenfarbe: gelb, kommt auf La Gomera vor.[21] Die spanische Bezeichnung ist: Jarilla de Agana.
- Agulo-Sonnenröschen (Helianthemum aguloi Marrero Rodr. & R. Mesa): Blütenfarbe: gelb, kommt am Roque Abrante auf La Gomera vor.[21] Die spanische Bezeichnung ist: Jarilla de Agulo.
- Allionis Sonnenröschen (Helianthemum allionii Tineo.): Blütenfarbe: gelb. Benannt nach dem italienischen Arzt und Botaniker Carlo Allioni (1728–1804), kommt auf Sardinien und Sizilien vor, wird teilweise als Unterart von Helianthemum oelandicum gesehen.
- Almeria-Sonnenröschen (Helianthemum almeriense Pau): Klade 3 – Blütenfarbe: weiß, kommt in Spanien und Marokko vor.[22]
- Alpen-Sonnenröschen (Helianthemum alpestre): Blütenfarbe: gelb, wird meistens als Unterart von Helianthemum oelandicum gesehen
- Alypumähnliches Sonnenröschen (Helianthemum alypoides Losa Espana & Rivas Goday): Klade 3 – Blütenfarbe: gelb, kommt in Spanien bei Almeria vor.
- Schmales Sonnenröschen (Helianthemum angustatum Pomel): Klade 3 – Blütenfarbe: gelb, kommt in Spanien, Portugal, Marokko und Algerien vor.
- Antitaurus-Sonnenröschen (Helianthemum antitauricum P. H. Davis & Coode): Klade 2 – Blütenfarbe: gelb, kommt in der Türkei im Aladaglar-Gebirge vor.
- Apenninen-Sonnenröschen, Pulvriges Sonnenröschen[23] (Helianthemum apenninum (L.) Mill.): Klade 3 – nicht monophyletische Art. Kann, je nach Unterart, entweder weiße oder gelbe Blüten haben. Syn.: Helianthemum pulverulentum DC. Es gibt etwa neun Unterarten (subsp. apenninum, subsp. cantabricum, subsp. cavanillesianum, subsp. croceum, subsp. estevei, subsp. masguindalii, subsp. stoechadifolium, subsp. suffruticosum und subsp. urrielense).
  - Gewöhnliches Apenninen-Sonnenröschen (Helianthemum apenninum subsp. apenninum (L.) Miller): Blütenfarbe: weiß
  - Esteves Sonnenröschen (Helianthemum apenninum subsp. estevei (Peinado & Mart. Parras) G. López): Blütenfarbe: weiß, kommt in Spanien vor, vermutlich benannt nach dem spanischen Botaniker Pedro Jaime Esteve (1500–1556)
  - Kantabrisches Sonnenröschen (Helianthemum apenninum subsp. cantabricum (Lainz) G. López González): Blütenfarbe: gelb, kommt in Spanien vor, benannt nach der nordspanischen Provinz Kantabrien
  - Cavanillesia-Sonnenröschen (Helianthemum apenninum subsp. cavanillesianum (M.Laínz) G.López): benannt nach Gattung Cavanillesia (Malveaceae)
  - Safrangelbes Sonnenröschen (Helianthemum apenninum subsp. croceum (Desf.) Pers.): Blütenfarbe: gelb, kommt in Italien vor, benannt nach dem Safran-Krokus (lat.: croceum)
  - Mas-Guindals Sonnenröschen (Helianthemum apenninum subsp. masguindalii (Pau) Rivas Mart., F.Fernández-González, D.Sánchez & J.M.Pizarro): kommt in Spanien (Almeria, Granada, Malaga), benannt nach dem spanischen Botaniker Joaquín Mas-Guindal y Meseguer.
  - Lavendelblättriges Sonnenröschen (Helianthemum apenninum subsp. stoechadifolium (Brot.) Samp.): Blütenfarbe: gelb, kommt in Portugal und Spanien vor, benannt nach der Blattform des mediterranen Schopf-Lavendels (Lavandula stoechas)
  - Strauchiges Sonnenröschen (Helianthemum apenninum subsp. suffruticosum (Boiss.) G. López Gónzalez): Blütenfarbe: weiß, kommt in Spanien (Almeria, Granada, Malaga) vor.
  - Urriellu-Sonnenröschen (Helianthemum apenninum subsp. urrielense (M.Laínz) G.López ): Blütenfarbe: gelb, benannt nach dem Monte Urriellu, der Teil des Picos de Europa im Norden Spaniens ist.
- Silbernes Sonnenröschen (Helianthemum argyreum): Klade 2 – benannt nach dem altgriechischen Wort „argyros“, das Silber bedeutet; gehört mit H. citrinum, H. hadedense, H. kahiricum, H. lippii, H. somalense zu den nord-, ost-afrikanischen und arabischen Arten
- Raues Sonnenröschen (Helianthemum asperum Lag. ex Dunal): Klade 3 – nicht monophyletische Art! Blütenfarbe: weiß, kommt nur in Spanien in zwei Unterarten (subsp. asperum und subsp. willkommii) vor.[24][25]
  - Helianthemum asperum subsp. asperum
  - Willkomms Sonnenröschen (Helianthemum asperum subsp. willkommii Mateo & M.B.Crespo): benannt nach dem deutschen Botaniker Heinrich Moritz Willkomm (1821–1895)
- Assadis Sonnenröschen (Helianthemum assadii F.Ghahrem. & Gholamian): Blütenfarbe: gelb, kommt im Iran vor.[26] benannt nach dem persischen Botaniker Mostafa Assadi (* 1950)
- Baschkirisches Sonnenröschen (Helianthemum nummularium baschkirorum (Juz. ex Kupat.)): wird selten als eigene Art gesehen, meist als Unterart von Helianthemum nummularium teilweise auch von Helianthemum canum gesehen
- Villena-Sonnenröschen ( Helianthemum bilyanense[27]): Klade 3 – Blütenfarbe: gelb, kommt im südöstlichen Spanien vor und wurde in Villena in einem Salinen-Biotop mit rund 300 Exemplaren entdeckt, benannt nach Bilyana, dem ehemaligen arabischen Namen von Villena. ʻBilyānaʻ bzw. ʻ بليانة ʻ bedeutet im Arabischen sinngemäß: ʻvon Allah erfüllt’
- Bramwells Sonnenröschen (Helianthemum bramwelliorum Marr.): Klade 3 – Blütenfarbe: gelb, kommt nur auf den Kanarischen Inseln vor, Lanzarote-Endemit.[3][21] Benannt nach dem britischen Botaniker David Bramwell (1942–2022). Die spanische Bezeichnung ist: Jarilla de Guinate.
- Broussonets Sonnenröschen (Helianthemum broussonettii Dun. ex DC.): Blütenfarbe: gelb, kommt auf den Kanarischen Inseln vor.[3] Benannt nach dem französischen Naturforscher Pierre Marie Auguste Broussonet (1761–1807). Die spanische Bezeichnung ist: Jarilla de monte.
- Buschs Sonnenröschen (Helianthemum buschii (Palib.) Juz. & Pozd.): Blütenfarbe: gelb, kommt im nördlichen Kaukasus und Georgien vor. Benannt nach dem russischen Botaniker Nikolai Adolfowitsch Busch (1869–1941)
- Strauchminzenblättriges Sonnenröschen (Helianthemum bystropogophyllum Svent.): Klade 3 – Blütenfarbe: gelb, kommt auf den Kanarischen Inseln vor.[3] Die spanische Bezeichnung ist: Jarilla peluda.
- Kanaren-Sonnenröschen (Helianthemum canariense (Jacq.) Pers.): Klade 2 – Blütenfarbe: gelb, kommt in Marokko und auf den Kanarischen Inseln vor.[24] Die spanische Bezeichnung ist: Jarilla turmera.
- Graues Sonnenröschen, Graublättriges oder Graufilziges Sonnenröschen (Helianthemum canum (L.) Hornem.): Klade 3 – Blütenfarbe: gelb, es gibt etwa fünf Unterarten (subsp. baschkirorum, subsp. canum, subsp. ciscaucasium, subsp. inacanum, subsp. levigatum)
  - Baschkirisches Sonnenröschen (Helianthemum canum subsp. baschikorum); wird teilweise als eigene Art bzw. Unterart von Helianthemum nummularium gesehen
  - Graues Sonnenröschen (Helianthemum canum subsp. canum (L) Baumg.)
  - Ciskaukasisches Sonnenröschen (Helianthemum canum subsp. ciscaucasicum (Juzepczuk, S.V. & Pozdeeva) P.A.Schmidt): der Name bedeutet, dass die Herkunft diesseits bzw. westlich des Kaukasusgebirge liegt.
  - Ergrautes Sonnenröschen (Helianthemum canum subsp. incanum (Willk.) Rivas)
  - Geglättetes Sonnenröschen (Helianthemum canum subsp. levigatum (M.Proctor) DH): benannt nach dem lateinischen Adjektiv levigatus, gleichbedeutend mir geglättet, wegen der glatten Blattoberfläche
- Katzenkopf-Sonnenröschen (Helianthemum caput-felis Boiss.): Klade 1 – Blütenfarbe: gelb, kommt in Spanien, auf den Balearen, auf Sardinien, in Algerien und Marokko vor.[24]
- Gewimpertes Sonnenröschen[28] (Helianthemum ciliatum Pourr.): Klade 3 – dieses Taxon taucht auch als Synonym für Halimium umbellatum (bzw. Cistus umbellatus) auf.[29] Obwohl diese Art als nicht gesichert gilt, taucht sie in den Kladen-Grafiken der wissenschaftlichen Untersuchung von Aparicio et al. aus dem Jahre 2017 auf.
- Aschgraues Sonnenröschen (Helianthemum cinereum (Cav.): Klade 1 – nicht monophyletische Art! Blütenfarbe: gelb, wird teilweise als eigene Art bzw. Unterart von Helianthemum canum gesehen): kommt in etwa fünf Unterarten (subsp. cinereum, subsp. argenteum, subsp. guadiccianum, subsp. hieronymi und subsp. rotundifolium) in Nordafrika, in Spanien, Italien und Sizilien vor.[24]
  - Helianthemum cinereum subsp. cinereum
  - Helianthemum cinereum subsp. argenteum (Maire) Dobignard
  - Guadix-Sonnenröschen (Helianthemum cinereum subsp. guadiccianum (Font Quer & Rothm.) G.López)
  - Hieronymus’ Sonnenröschen (Helianthemum cinereum subsp. hieronymi (Sennen) G.López): wird auch als eigene Art beschrieben: Helianthemum hieronymi Sennen
  - Rundblättriges Sonnenröschen (Helianthemum cinereum subsp. rotundifolia (Dunal) Greuter)
- Graugelbes Sonnenröschen (Helianthemum cinereoflavescens Rech.f.): kommt im Irak vor.
- Taburiente-Sonnenröschen (Helianthemum cirae A. Santos): Blütenfarbe: gelb, kommt auf La Palma vor.[3][21] Die spanische Bezeichnung ist: Jarilla de Taburiente, da sie im Nationalpark Caldera de Taburiente vorkommt.
- Zitronengelbes Sonnenröschen (Helianthemum citrinum Ghaz.): Klade 2 – Blütenfarbe: gelb, kommt im Oman vor.[30]
- Gleichfarbiges Sonnenröschen (Helianthemum concolor (L.Riley) J.G.Ortega)
- Dichtes Sonnenröschen (Helianthemum confertum Dunal): Klade 2 – Blütenfarbe: gelb, kommt in Nordafrika und auf den Kanarischen Inseln vor.[24]
- Dickblättriges Sonnenröschen ( Helianthemum crassifolium Pers.): Klade 3 – kommt in etwa drei Unterarten (subsp. crassifolium, subsp. djeneiense, subsp. sphaerocalyx) Tunesien, Libyen und Ägypten vor.[24]
- Kretisches Sonnenröschen ( Helianthemum cretaceumJuz.Rupr.): Klade 1 –
- Safrangelbes Sonnenröschen (Helianthemum croceum (Desf.) Pers.): Blütenfarbe: gelb, kommt im westlichen Mittelmeerraum in zwei Unterarten (subsp. croceum und subsp. suffuticosum) vor.
- Walzenblättriges Sonnenröschen (Helianthemum cylindrifolium Verdc.): Klade 2 – kommt im Nordosten von Somalia vor.
- Dagestan-Sonnenröschen (Helianthemum dagestanicum Rupr.): Blütenfarbe: gelb, kommt im Osten und Norden des Kaukasus in Dagestan vor.[31]
- Dianisches Sonnenröschen (Helianthemum dianicum Pérez, Dacosta, M.Bieb.Crespo & Mateo)[32] : kommt in den Dianischen Bergen bei Alicante und Valencia in Spanien vor, nach dem IPNI-Index fälschlicherweise Synonym von Helianthemum x xixonese
- Edetana-Sonnenröschen (Helianthemum edetanum Mateo, Fabado & C.Torres): Blütenfarbe: gelb, kommt in Spanien vor.[33] Benannt nach der historischen Landschaftsbezeichnung Edetana (bzw. der iberischen Stammesgruppe der Edetani), welche heute zum Großteil in der spanischen Provinz Valencia liegt.
- Elliptisches Sonnenröschen (Helianthemum ellipticum (Desf.) Pers.): Klade 2 – Blütenfarbe: gelb, kommt in Tunesien, Libyen, Algerien und Marokko vor.[24]
- Wollkopf-Sonnenröschen (Helianthemum eriocephalum Pomel): kommt nur in Algerien vor.[24]
- Helianthemum geniorum Maire: kommt nur im Süden von Algerien vor.[24]
- Acker-Sonnenröschen (Helianthemum georgicum Juz. & Pozdeeva): Blütenfarbe: gelb, kommt auf der Krim vor, der Name leitet sich vom altgriechischen Wort “Georgós” ab, gleichbedeutend mit Bauer oder Erd-/Acker-Bearbeiter.
- Germanicopolis-Sonnenröschen (Helianthemum germanicopolitanum Bornm.): Klade 2 – Blütenfarbe: gelb, kommt im Norden Anatoliens in der Türkei vor. Germanicopolis ist der Name mehrerer antiker Städte in der heutigen Türkei
- Getulisches Sonnenröschen (Helianthemum getulum Pomel): Klade 2 – Blütenfarbe: gelb, kommt in Marokko, Algerien, Tunesien und Libyen vor[24], benannt nach dem antiken Berberstamm der Gaetuler bzw. nach deren geographisch umstrittenen Siedlungsgebiet Getulien.
- Blaugrünes Sonnenröschen (Helianthemum glaucescens (Murb.) Tzveler): kommt in der Ukraine vor.
- Golondrina-Sonnenröschen (Helianthemum golondrinum Cuatrec): Synonym für Helianthemum apenninum subsp. cavanillesianum (M.Laínz) G.López; vermutlich benannt nach der Kleinstadt La Golondrina in der Nähe von Córdoba.
- González Ferrers Sonnenröschen (Helianthemum gonzalezferreri Marr.): Klade 3 – Blütenfarbe: gelb, Kanarenendemit, kommt auf Lanzarote vor.[3] Die spanische Bezeichnung ist: Jarilla de Famara, da sie in den Riscos de Famara vorkommt. Benannt nach dem spanischen Botaniker González Ferrer (1930–1990).
- Gorgonisches Sonnenröschen (Helianthemum gorgoneum Webb.) : Klade 2 – kommt auf den Kapverdischen Inseln vor. Benannt nach den Gorgonen der griechischen Mythologie, welche am Rande der damaligen Welt hinter dem Atlas-Gebirge beheimatet sein sollten.
- Großblüten-Sonnenröschen (Helianthemum grandiflorum (Scop.) Lam.): Blütenfarbe: gelb, wird teilweise als Unterart von Helianthemum nummularium gesehen
- Gros’ Sonnenröschen (Helianthemum grosii Pau & Font Quer.): Klade 3 – kommt in Marokko vor, benannt nach dem spanischen Pflanzensammler Enrique Gros (1864–1949).[34]
- Sand-Sonnenröschen (Helianthemum guerrae Sánchez-Gómez, J.S.Carrion 6 M.À.Carrión Vilches): Klade 3 – Blütenfarbe: gelb, kommt in Spanien bei Alicante, Albacete und Murcia vor.
- Haded-Sonnenröschen (Helianthemum hadedense Thulin): Klade 2 – kommt im Nordosten von Somalia vor, benannt nach der Haded-Ebene.
- Sonnenblütiges Sonnenröschen (Helianthemum helianthemoides (Desf.) Grosser): Klade 3 – Blütenfarbe: gelb, kommt in Marokko, Algerien, Tunesien und Libyen vor.
- Henriques Sonnenröschen (Helianthemum henriquezii Rebolé, A.Acev.-Rodr. & García García): kanarischer Endemit, benannt nach dem portugiesischen Botaniker Julio Augusto Henriques (1838–1928).
- Hieronymus’ Sonnenröschen (Helianthemum hieronymi Sennen): Blütenfarbe: gelb, kommt in Spanien vor, benannt nach dem deutschen Botaniker Georg Hans Emmo Wolfgang Hieronymus (1846–1921).
- Behaartes Sonnenröschen, Borstiges Sonnenröschen[28] (Helianthemum hirtum (L.) Mill.): Klade 3 – nicht monophyletische Art! Blütenfarbe: weiß oder gelb, kommt in zwei Unterarten (subsp. hirtum und subsp. bethuricum) in Portugal, Spanien und Frankreich vor.[35]
  - Helianthemum hirtum subsp. hirtum
  - Helianthemum hirtum subsp. bethuricum Rivas Goday ex Rivas Mart., T.E.Diaz & F.Fernández-González : kommt in Spanien vor.
- Niedriges Sonnenröschen (Helianthemum humile Verdc.): Blütenfarbe: gelb, kommt im Nordosten von Somalia vor.
- Hymettos Sonnenröschen (Helianthemum hymettium Boiss. & Heldr.): Klade 1 – Blütenfarbe: gelb, kommt nur in Makedonien, Griechenland und auf Kreta vor.[24] Benannt nach dem Bergrücken Hymettos auf der griechischen Halbinsel Attika.
- Inagua-Sonnenröschen (Helianthemum inaguae Marrero Rodr., Gomzáles-Martin & Gomzáles-Artiles): Klade 3 – Blütenfarbe: gelb, kommt auf La-Palma vor.[21] Die spanische Bezeichnung ist: Jarilla de Inagua, da sie im Inagua-Massiv vorkommt.
- Helianthemum incanum: Obwohl diese Art als nicht gesichert gilt, taucht sie in den Kladen-Grafiken der wissenschaftlichen Untersuchung von Aparicio et al. aus dem Jahre 2017 auf!
- Italienisches Sonnenröschen (Helianthemum italicum (L.) Pers.): Klade 3 – Blütenfarbe: gelb, wird von Hegi in der Flora von Mittel-Europa in vier Unterarten beschrieben
  - Helianthemum italicum subsp. italicum (L.) Pers.
  - Helianthemum italicum subsp. alpestre (Jacq.) Beger
  - Helianthemum italicum subsp. eu-italicum Beger
  - Helianthemum italicum subsp. rupifragum (Kerner) Beger
- Ionisches Sonnenröschen (Helianthemum jonicum Lacaita & Grosser ex Fiori & Beguinot): Blütenfarbe: gelb, kommt von Italien bis Albanien vor, benannt nach dem ionischen Meer zwischen Italien und Griechenland.
- Julias Sonnenröschen (Helianthemum juliae Wildpret): Klade 3 – Blütenfarbe: gelb, kommt nur auf den Kanarischen Inseln vor.[3] Die spanische Bezeichnung ist: Jarilla de Cañadas, da sie am Rande der Las Cañadas-Caldera des Teide-Massivs vorkommt.
- Kahirisches Sonnenröschen (Helianthemum kahiricum Delile): Klade 2 – Blütenfarbe: gelb, kommt nur in der Levante, auf dem Sinai, Vorderasien, den Vereinigten Arabischen Emiraten, im Oman, in Kuwait und Nordafrika vor.[24][36] Benannt nach der iranischen Stadt Kahrizak in der Provinz Teheran.
- Kotschys Sonnenröschen (Helianthemum kotschyanum Boiss.): Klade 3 – kommt in der Türkei, im Libanon und in Syrien vor. Benannt nach dem österreichischen Botaniker Theodor Kotschy (1813–1866).
- Porstblättriges Sonnenröschen (Helianthemum ledifolium (L.) Mill.): Klade 3 – Blütenfarbe: gelb, kommt in etwa vier Unterarten (subsp. ledifolium, subsp. apertum, subsp. campylopus und subsp. lasiocarpum) in Nordafrika, auf den Kanaren, in Südeuropa und West- bis Mittelasien vor.[24] Einjährige Art. Die spanische Bezeichnung ist: Hierba del cuadrillo.
  - Helianthemum ledifolium subsp. apertum (Pomel) Greuter & Burdet
  - Helianthemum ledifolium subsp. campylopus (Rech. f.) Greuter & Burdet: das altgriechische Wort campylos bedeutet kurvig, bogenförmig, geschwungen
  - Helianthemum ledifolium subsp. lasiocarpum (Jacques & Hérincq) Nyman: das altgriechische Wort campylos bedeutet kurvig, bogenförmig, geschwungen
  - Helianthemum ledifolium subsp. leptophyllum Dunal
- Dünnblättriges Sonnenröschen (Helianthemum leptophyllum Dunal): Blütenfarbe: gelb, kommt in Spanien, Italien, Sardinien und Marokko vor.[24]
- Lein-Sonnenröschen (Helianthemum linii A. Santos): Blütenfarbe: gelb, kommt im Westen von Gran-Canaria vor.[21] Die spanische Bezeichnung ist: Jarilla de Tijarafe, da sie in den Bergen bei Tijarafe vorkommt.
- Lippis Sonnenröschen (Helianthemum lippii (L.) Dum.Cours.): Klade 2 – Blütenfarbe: gelb, kommt in Italien, auf Kreta, in Nordafrika sowie Westasien vor. Benannt nach dem französischen Arzt und Botaniker Augustin Lippi (1678–1705)
- Mondfleckiges Sonnenröschen, Halbmondförmiges Sonnenröschen[37] bzw. Strauchiges Sonnenröschen (Helianthemum lunulatum (All.) DC.): Klade 1 – Blütenfarbe: gelb, kommt nur in Italien und in Frankreich vor.[24]
- Katzengamander-Sonnenröschen, Marumblättriges Sonnenröschen (Helianthemum marifolium (L.) Mill.): Klade 1 – Blütenfarbe: gelb, kommt in etwa drei Unterarten (subsp. marifolium und subsp. frigidulum) in Portugal, Spanien, auf den Balearen und in Frankreich vor.[24]
  - Helianthemum marifolium subsp. marifolium
  - Helianthemum marifolium subsp. frigidulum
  - Helianthemum marifolium subsp. conquese
- Maritimes Sonnenröschen (Helianthemum maritimum Pomel in Bull.): kommt in Algerien vor.
- Mar Menor Sonnenröschen (Helianthemum marminorense Alcaraz, Peinado & Martínez Parras): Klade 3 – Blütenfarbe: weiß, kommt in Spanien bei Murcia vor, benannt nach der dortigen Salzwasserlagune Mar Menor (span.: kleineres Meer)
- Marmoriertes Sonnenroeschen (Helianthemum marmoreum Stevan., Matevski & Kit Tan): Blütenfarbe: gelb, kommt in der Republik Makedonien vor.
- Mathezs Sonnenröschen (Helianthemum mathezii Dobignard): kommt in Marokko vor. Benannt nach dem französischen Botaniker Joel Mathez (1940–2018)
- Sardisches Sonnenröschen (Helianthemum morisianum Bertol.): Wird in der Flora Europaea als Unterart von H. nummularium gelistet. Dieser Endemit kommt nur auf Sardinien vor.[24]
- Motas Sonnenröschen (Helianthemum motae Sánchez-Gómez, J.F.Jiménez & J.B.Vera): Klade 2 – Blütenfarbe: gelb, kommt in Spanien vor. Benannt nach dem spanischen Botaniker Juan F. Mota Poveda
- Nacktes Sonnenröschen (Helianthemum neopiliferum F.Muñoz Garmendia & C.Navarro (Syn.: Helianthemum piliferum Boiss.)): Klade 3 – Blütenfarbe: gelb, kommt in Spanien und Marokko vor.[24]
- Gelbes Sonnenröschen, Gemeines oder Gewöhnliches Sonnenröschen (Helianthemum nummularium (L.) Mill.): Klade 3 – nicht monophyletische Art! Kann je nach Unterart trotz des Trivialnamens „Gelbes Sonnenröschen“ entweder rosa oder gelbe Bluten haben. Es gibt etwa neun Unterarten (subsp. berteroanum, subsp. glabrum, subsp. grandiflorum, subsp. kerneri, subsp. lyaonicum, subsp. nummularium, subsp. obscurum, subsp. tinetense, subsp. tomentosum) und eine Varietät (var. pyrenaicum (Syn.: var. roseum)).[38]
  - Berteros Sonnenröschen (Helianthemum nummularium subsp. berteroanum (Bertol.) Breistr.): Blütenfarbe: rosa, kommt im Mittelmeerraum vor: französische Seealpen, Piemont, Ligurien und Sardinien, benannt nach dem italienischen Botaniker Carlo Giuseppe Bertero (1789–1831)
  - Kahles Sonnenröschen (Helianthemum nummularium subsp. glabrum (W.D.J-Koch) Wilczek): Blütenfarbe: gelb
  - Großblütiges Sonnenröschen (Helianthemum nummularium subsp. grandiflorum (Scop.) & Schinz & Thell.): Blütenfarbe: gelb, wird teilweise als eigene Art gesehen
  - Zweifarbiges Gewöhnliches Sonnenröschen (Helianthemum nummularium subsp. nummularium (L.) Miller)
  - Filziges Sonnenröschen (Helianthemum nummularium subsp. tomentosum (Scop.) & Schinz & Thell.): Blütenfarbe: gelb
  - Kerners Sonnenröschen (Helianthemum nummularium subsp. kerneri (Gottlieb & Janchen ex Janchen) J.Lam)
  - Ovalblättriges Sonnenröschen, Trübgrünes Gewöhnliches Sonnenröschen (Helianthemum nummularium subsp. obscurum (Celak) Holub) Synonym: Helianthemum ovatum (Viv.) Dunal, Blütenfarbe: kräftiges gelb
  - Tineo-Sonnenröschen (Helianthemum nummularium subsp. tinetense M.Mayor & Fern.Benito): Blütenfarbe: gelb. Kommt in Spanien (Asturien) vor, benannt nach der asturischen Stadt Tineo
  - Pyrenäen-Sonnenröschen (Helianthemum nummularium var. pyrenaicum (Janchen) Hegi): Blütenfarbe: rosa, Endemit der Pyrenäen, wird teilweise als eigene Unterart gesehen, ein Synonym ist Helianthemum nummularium var. roseum (Willk.) G.López
  - Baschkirisches Sonnenröschen (Helianthemum nummularium baschkirorum (Juz. ex Kupat.) Juz.): kommt im Uralgebirge in Russland vor, benannt nach dem Turkvolk der Baschkiren im südlichen Ural. Wird teilweise als eigene Art bzw. Unterart von Helianthemum canum gesehen
  - Helianthemum nummularium subsp. semiglabrum
- Stumpfblättriges Sonnenröschen (Helianthemum obtusifolium Dunal): Klade 3 – Blütenfarbe: gelb, kommt auf Zypern vor.
- Öland-Sonnenröschen, Nordisches Sonnenröschen (Helianthemum oelandicum (L.) DC.): Klade 1 – nicht monophyletische Art! Blütenfarbe: gelb, benannt nach dem Vorkommen auf der schwedischen Insel Öland, kommt in Europa vor.[24]
  - Alpen-Sonnenröschen (Helianthemum oelandicum subsp. alpestre): wird teilweise als eigene Art gesehen
  - Italienisches Sonnenröschen (Helianthemum oelandicum subsp. italicum (L.)Pers.): wird teilweise als eigene Art gesehen
  - Nebrodi-Sonnenröschen (Helianthemum oelandicum subsp. nebrodense (Heldr. ex Guss.) Greuter & Burdet. ): wird auch als Helianthemum canum subsp. nebrodense (Heldr. ex Guss.) Arcangeli bezeichnet, benannt nach den Monti Nebrodi, einem Gebirge im Nordosten Siziliens.
  - Helianthemum oelandicum subsp. oelandicum
  - Helianthemum oelandicum subsp. piloselloides (Lapeyr.) Greuter & Burdet., wird auch als Helianthemum canum subsp. piloselloides (Lapeyr.) M.C.F.Proctor bezeichnet
  - Pouretts Sonnenröschen (Helianthemum oelandicum subsp. pourettii (Timb.-Lagr.) Greuter & Burdet.): wird auch als Helianthemum canum subsp. pourettii (Timb.-Lagr.) M.C.F.Proctor bezeichnet, benannt nach dem französischen Botaniker und Abt Pierre André Pourett (1754–1818)
  - Helianthemum oelandicum subsp. rupifragum (A.Kern) Breistr.
  - Stevens Sonnenröschen (Helianthemum oelandicum subsp. stevenii (Rupr. ex Juz.& Pozdeeva) Greuter & Burdet): wird auch als Helianthemum canum subsp. stevenii (Rupr. ex Juz.& Pozd.) M.C.F.Proctor bezeichnet, benannt nach dem russischen Botaniker Schweizer Herkunft Christian von Steven (1781–1863)
- Ordos-Sonnenröschen (Helianthemum ordosicum Y.Z.Zhao, Zong Y. Zhu & R.Cao): Klade 2 – Blütenfarbe: gelb, benannt der Stadt Ordos bzw. dem Ordos-Gebirge im autonomen Gebiet „Innere Mongolei“ in der Volksrepublik China
- Oreganoblättriges Sonnenröschen (Helianthemum origanifolium (Lam.) Pers.): kommt in mehreren Unterarten in Portugal, Spanien, den Balearen, Algerien und Marokko vor.[24]
  - Weiches Sonnenröschen (Helianthemum origanifolium subsp. mollis (Cav.) Font Quer & Rothm.), wird in der Flora Iberica als Unterart von Helianthemum marifolium gesehen.
  - Gewöhnliches Oreganoblättriges Sonnenröschen (Helianthemum origanifolium subsp. origanifolium (Lam.) Pers.), wird in der Flora Iberica als Unterart von Helianthemum marifolium gesehen.
  - Cuenca-Sonnenröschen (Helianthemum origanifolium subsp. conquense Borja & Rivas Goday ex G.López), wird in der Flora Iberica als Unterart von Helianthemum marifolium gesehen.
  - Játiva-Sonnenröschen (Helianthemum origanifolium subsp. saetabense Pérez Dacosta, M.B.Crespo & Mateo): der Name bedeutet aus Saetabis stammend. Saetabis ist die antike Bezeichnung der spanischen Stadt Játiva bzw. Xàtiva in der Provinz Valencia; wird in der Flora Iberica als Unterart von Helianthemum marifolium gesehen.
  - Andalusisches Sonnenröschen (Helianthemum origanifolium subsp. andalusicum (Font Quer & Rothm.) Rivas Mart.), wird in der Flora Iberica als Unterart von Helianthemum marifolium gesehen.
  - Afrikanisches (Helianthemum origanifolium subsp. africanum M.B.Crespo, M.A.Alonso, A. Vicente & J.L.Villar)
- Lappiges Sonnenröschen (Helianthemum pannosum Boiss.): Klade 1 – Blütenfarbe: gelb, kommt nur in Spanien vor.[24]i)
  - Helianthemum pannosum subsp. pannosum Boiss.
  - Helianthemum pannosum subsp. boissieri Font Quer & Rothm.
  - Helianthemum pannosum subsp. frigidulum (Cuatrec.) Font Quer & Rothm., kommt in Spanien in der Sierra de Mágina vor.
- Warziges Sonnenröschen (Helianthemum papillare Boiss.): Klade 3 – Blütenfarbe: gelb, kommt nur in Spanien, Tunesien, Algerien und Marokko vor.[24]
- Penyagolosa-Sonnenröschen (Helianthemum penyagolosense Pérez Dacosta, Mateo & J.M. Aparicio): benannt nach dem spanischen Berg Penyagolosa
- Pergament-Sonnenröschen (Helianthemum pergamaceum Pomel): Klade 3 – nicht monophyletische Art! Blütenfarbe: rosa, kommt in Nordafrika vor, benannt nach dem lateinischen Wort “Pergamaceum” für Pergamentpapier.
  - Helianthemum pergamaceum subsp. camillei Raynaud
  - Helianthemum pergamaceum subsp. pergamaceum
- Mehrblütiges Sonnenröschen (Helianthemum polyanthum (Desf.) Pers): Klade 1 –
- Polygonumähnliches Sonnenröschen (Helianthemum polygonoides M. Peinado, J.M. Martínez-Parras, F. Alcaraz & I. Espuelas): Klade 3 – Blütenfarbe: gelb, kommt in Spanien bei Albacete vor, benannt nach der Gattung Polygonum bzw. Vogelknöterich.
- Nachmittags-Sonnenröschen (Helianthemum pomeridianum Dunal): Klade 1 – kommt in Algerien und Marokko vor.[24] Das lateinische Wort pomeridianum heißt Nachmittag.
- Ras Kebdan-Sonnenröschen (Helianthemum raskebdanae M.A.Alonso, M.Bieb.Crespo & L.Sáez)[39]: Klade 3 – benannt nach der marokkanischen Kleinstadt Ras Kebdan, die heute Ras El Ma heißt.
- Helianthemum riuficomum (Viv.) Sprengel
- Rossmaesslers Sonnenröschen (Helianthemum rossmaessleri), Blütenfarbe: gelb, benannt nach dem deutschen Naturforscher und Botaniker Emil Adolf Roßmäßler (1806–1867)
- Rundblättriges Sonnenröschen (Helianthemum rotundifolium Dunal): Blütenfarbe: gelb, kommt in Spanien, Italien (Sizilien und Basilikata), sowie Nordafrika vor.
- Weidenblatt-Sonnenröschen (Helianthemum salicifolium (L.) Mill.): Klade 3 – nicht monophyletische Art! Blütenfarbe: gelb, kommt im Mittelmeerraum, in Südeuropa, im südlichen Mitteleuropa, in Nordafrika und in Vorderasien vor.[24] Einjährige Art. Die spanische Bezeichnung ist: Hierba turmera.
  - Glattes Weidenblatt-Sonnenröschen (Helianthemum salicifolium var. glabrum Meikle)
  - Weidenblatt-Sonnenröschen (Helianthemum salicifolium var. salicifolium)
  - Helianthemum salicifolium var. securitium Gholamian
- Antonius’ Sonnenröschen (Helianthemum sancti-antonii Boiss.): Klade 2 – Blütenfarbe: gelb, kommt in Palästina, auf der Sinai-Halbinsel, in Ägypten und Libyen vor.[24] Wird im Englischen Desert Sun-Rose genannt, benannt nach dem frühchristlichen Mönch Antonius dem Großen, der im Verbreitungsgebiet dieser Art als Eremit und Wüstenvater lebte.
- Blutrotes Sonnenröschen (Helianthemum sanguineum (Lag.) Dunal): Klade 1 – Blütenfarbe: hellgelb, kommt in Portugal und Spanien, Algerien und Marokko sowie in Griechenland und auf Kreta vor und ist in Italien eingebürgert.[24]
- Sauvages Sonnenröschen (Helianthemum sauvagei C. Raynaud): Klade 3 – kommt in Marokko vor, benannt vom französischen Botaniker Christian Raynaud (1939–1993) zu Ehren des französischen Botanikers Charles Sauvage (1909–1980).
- Schweinfurths Sonnenröschen (Helianthemum schweinfurthii Grosser): kommt in Ägypten vor. Benannt nach dem deutschen Botaniker Georg August Schweinfurth (1836–1925)
- Felsiges Sonnenröschen (Helianthemum scopulicolum L. Sáez, Rosselló & Alomar)[40]: kommt auf den Balearen vor.
- Stängelloses Sonnenröschen (Helianthemum sessiliflorum (Desf.) Pers.): kommt u. a. in der Levante vor, das lateinische Adjektiv sessiliflorum bedeutet: mit (auf dem Stängel) sitzenden Blüten.
- Sizilianisches Sonnenröschen (Helianthemum sicanorum Brullo, Giusso & Sciandr.): Klade 2 – Blütenfarbe: gelb, kommt auf Sizilien vor, die Etymologie leitet sich von der latinisierten Form des altgriechischen Wortes Sikania (von: Trinakria=Dreikap) für Sizilien ab und bedeutet „sizilianisch“.
- Persisches Sonnenröschen (Helianthemum sinuspersicum Gholamian & F.Ghahrem.)[41]: Blütenfarbe: gelb, kommt im südlichen Iran in der Provinz Bushehr vor, benannt nach dem römischen Namen für die Persische Bucht, bzw. den Persischen Golf „Sinus Persicus“. Nahe verwandt mit H. kahiricum.
- Somalisches Sonnenröschen (Helianthemum somalense J.B.Gillett): Klade 2 – Blütenfarbe: gelb, kommt im Norden Somalias vor.
- Songarisches Sonnenröschen (Helianthemum songaricum Schrenk ex. Fisch. & C.A.Mey.): Blütenfarbe: gelb, kommt in der Volksrepublik China in den Regionen Gansu, Xinjiang und der Inneren Mongolei vor.[42] Benannt nach der historischen Region Songaria, die heute zur Region Gansu gehört.
- Schönes Sonnenröschen (Helianthemum speciosum Thulin): Klade 2 – Blütenfarbe: gelb, kommt in Somalia vor.
- Schuppiges Sonnenröschen (Helianthemum squamatum (L.) Dum.Cours.): Blütenfarbe: gelb mit schwarzer Basis, kommt in Spanien und Algerien vor.
- Strand-Sonnenröschen (Helianthemum stipulatum (Forsk.) C.Chr.): Klade 2 – Blütenfarbe: gelb, kommt im ostmediterranen Gebiet, Vorderasien, der Arabischen Halbinsel und Ostafrika (Somalia) vor.

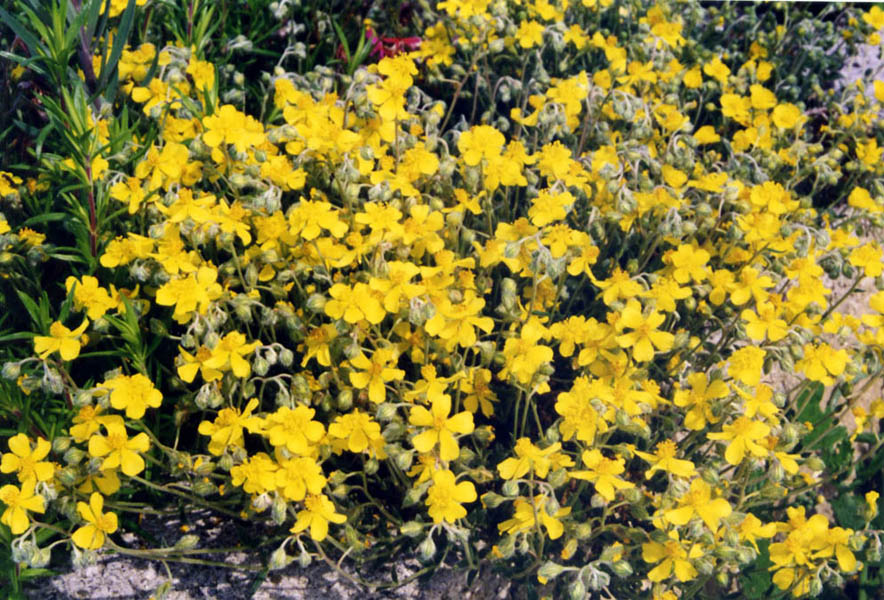
Strickers Sonnenröschen

- Strickers Sonnenröschen (Helianthemum strickeri Grosser): Blütenfarbe: gelb, kommt in der Türkei in Inneranatolien vor, vermutlich nach dem Pflanzensammler R. Stricker (col. 1924) benannt.
- Supramonte-Sonnenröschen (Helianthemum supramontanum P.V. Arrigoni), benannt nach dem Supramonte-Gebirge auf Sardinien
- Syrisches Sonnenröschen, Lavendelblättriges Sonnenröschen (Helianthemum syriacum (Jacq.) Dum.Cours., Syn.: Helianthemum lavandulifolium Mill.): Klade 2 – Blütenfarbe: gelb. Es kommt im Mittelmeerraum, in Nordafrika und Vorderasien vor.[24]
- Syrte-Sonnenröschen (Helianthemum syrticum (Viv.) Spreng): kommt in Libyen vor, benannt nach der Großen Syrte
- Teneriffa-Sonnenröschen (Helianthemum teneriffae Coss.): Klade 3 – Blütenfarbe: gelb, kommt nur auf Teneriffa vor.[24][3] Die spanische Bezeichnung ist: Jarilla de Agache.
- Tineo-Sonnenröschen (Helianthemum tinetense): Syn.: Helianthemum nummulariumsubsp. tinetense (M.Mayor & Fern.Benito) Martín-Hernanz, Velayos, Albaladejo & Aparicio; kommt im Nordwesten Spaniens vor, benannt nach der spanischen Stadt Tineo in der autonomen Region Asturuen.
- Behaartes Sonnenröschen, Gran Canaria-Sonnenröschen (Helianthemum tholiforme Bramwell, J.Ortega & B.Navarro): Klade 3 – Blütenfarbe: gelb, kommt nur auf Gran Canaria vor.[24][3] Die spanische Bezeichnung ist: Jarilla de Gran Canaria.
- Thymianblättriges Sonnenröschen (Helianthemum thymiphyllum Svent.): Klade 2 – Blütenfarbe: gelb, kommt nur auf Fuerteventura und Lanzarote vor.[24][3] Die spanische Bezeichnung ist: Jarilla lustrosa.
- Windiges Sonnenröschen (Helianthemum ventosum Boiss.)

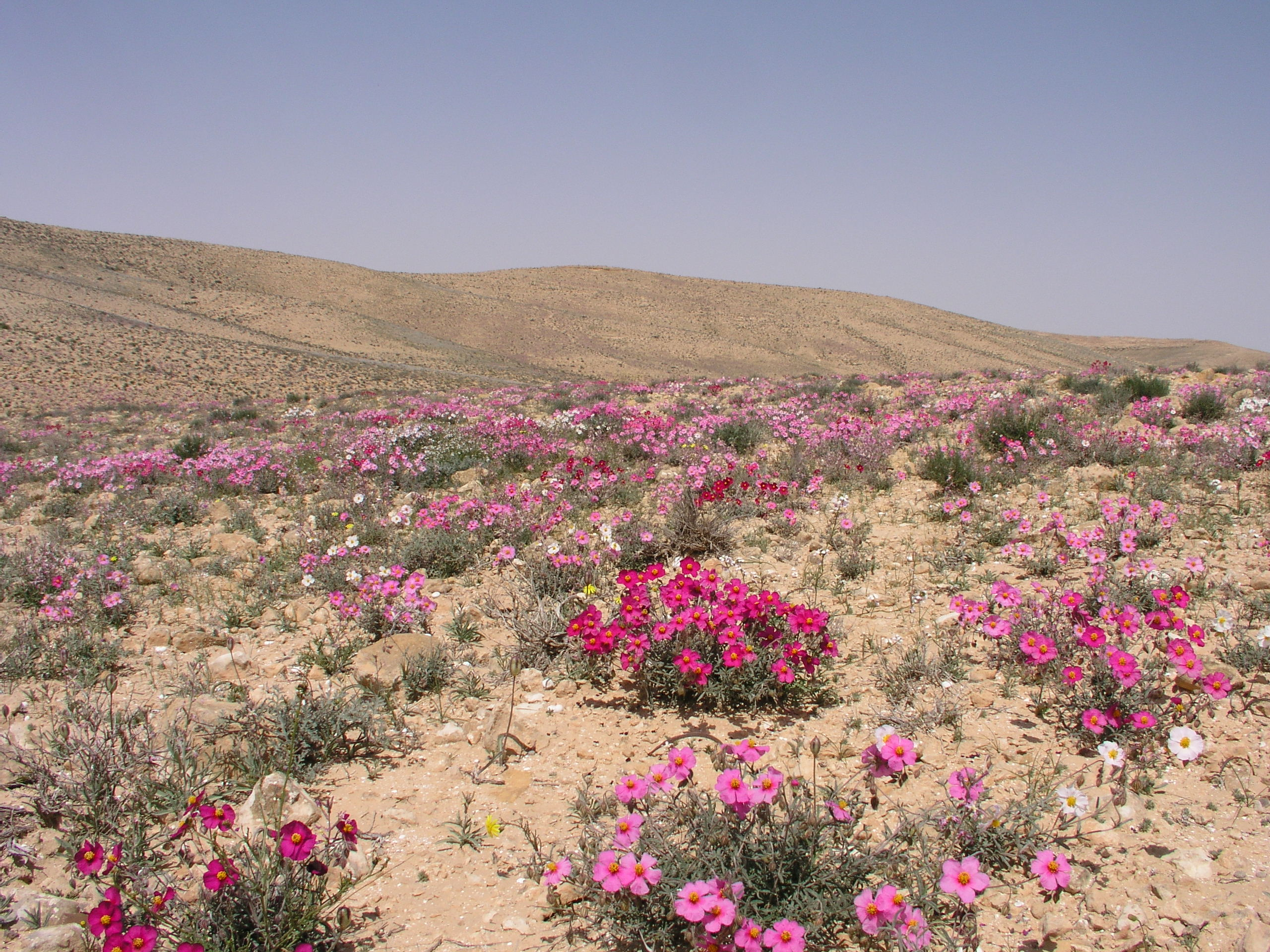
Helianthemum vesicarium in mehreren Farben

- Helianthemum vesicarium Boiss.: Klade 3 – Blütenfarbe: weiß, hellrosa oder rosa-pink, kommt in Ägypten, auf der Sinaihalbinsel und in Vorderasien vor.[24]
- Zottiges Sonnenröschen (Helianthemum villosum Pers.): Blütenfarbe: gelb, kommt auf Fuerteventura vor, ihre Ursprünglichkeit dort ist aber zweifelhaft.[24] Einjährige Art.
- Weichhaariges Sonnenröschen (Helianthemum violaceum (Cav.) Pers., Syn.: Klade 3 – Helianthemum pilosum auct.): Blütenfarbe: weiß, kommt in zwei Unterarten (subsp. subobtusatum und subsp. violaceum) in Marokko, Algerien, Tunesien, Libyen, Spanien, Portugal, Italien und Frankreich vor.[24]
  - Helianthemum violaceum subsp. violaceum
  - Helianthemum violaceum subsp. subobtusatum (Maire) I.Soriano
- Rutiges Sonnenröschen (Helianthemum virgatum (Desf.) Pers.): Klade 3 – nicht monophyletische Art! Blütenfarbe: rosa
  - Helianthemum virgatum subsp. africanum (Murb.) Dobignard
  - Helianthemum virgatum subsp. ciliatum (Desf.) Murb.
  - Helianthemum virgatum subsp. virgatum
- Drüsiges Sonnenröschen (Helianthemum viscarium Boiss. & Reut.): Klade 3 – kommt in Spanien, Algerien, Marokko und Israel vor.[24]
- Klebriges Sonnenröschen (Helianthemum viscidulum Boiss.): Klade 1 – Blütenfarbe: gelb, nicht monophyletische Art! es herrscht Uneinigkeit über die Unterarten[24].
  - Raynauds Sonnenröschen (Helianthemum viscidulum subsp. raynaudii (A.Ortega, Romero Garcia & C.Morales) G.López)[43], benannt nach dem französischen Botaniker Christian Raynaud /1939.1993
  - Helianthemum viscidulum subsp. viscidulum Font Quer & Rothm. (D.A. Webb/ Flora Europaea bzw. E. von Raab-Straube/ Euro+Med Plantbase )
  - Guadix-Sonnenröschen (Helianthemum viscidulum subsp. guadiccianum Font Quer & Rothm.[44]): benannt nach der spanischen Stadt Guadix im Nordosten der Provinz Granada.
  - Helianthemum viscidulum subsp. viscarioides (Debeaux & Reverchon) Guinea & Heywood in Guinea (D.A. Webb/ Flora Europaea)
- Schiguli-Sonnenröschen (Helianthemum zheguliense Juz. ex. Tzvelev): kommt im Osten des europäischen Russlands vor, benannt nach dem Schiguli-Gebirge.

## Hybriden

### Naturhybriden
In Habitaten mit verschiedenen Arten vor allem in Südeuropa gibt es viele Naturhybriden wie beispielsweise Rothmalers oder Font-Quers Sonnenröschen.
Über 15 Naturhybriden wurden entweder allein oder gemeinsam mit Kollegen von dem Botaniker Gonzalo Mateo Sanz (* 1953) mit dem Autorenkürzel Mateo erstveröffentlicht.
- Alicante-Sonnenröschen (Helianthemum ×alicantinum Pau = (Helianthemum almeriense × Helianthemum viscarium)), Naturhybride aus Spanien. Benannt nach der spanischen Stadt Alicante.
- Andersons Sonnenröschen (Helianthemum ×andersonii Sweet) = (Helianthemum apenninum subsp. apenninum × Helianthemum apenninum subsp. stoechadifolium): Naturhybride aus Spanien, benannt nach dem schottischen Pflanzensammler James Anderson (1797–1842)
- Helianthemum ×asperilanceolatum Mateo, Garcia Cardo & Mart. Labarga[45], Naturhybride aus Spanien, die Blätter sind lanzettförmig und mit rauer Oberseite
- Caballeros Sonnenröschen (Helianthemum ×caballeroi Pérez Dacosta, Mateo & J.M.Aparicio)[45] = (Helianthemum molle[46] × Helianthemum origanifolium)[47], Naturhybride aus Spanien, benannt nach dem spanischen Botaniker und Mykologen Arturo Caballero (1877–1950)
- Caprala-Sonnenröschen (Helianthemum ×capralense Pérez Dacosta & Mateo = (Helianthemum guerrae × Helianthemum hirtum)): kommt in Spanien vor, benannt nach der Siedlung Partida Caprala in der südostspanischen Gemeinde Petrer in der Provinz Alicante.
- Carmen-Joanas Sonnenröschen (Helianthemum ×carmen-joanae J. Mansanet & I. Mateu)[45]= (Helianthemum syriacum × Helianthemum violaceum) Naturhybride aus Spanien, benannt nach der spanischen Botanikerin Carmen Joana Mansanet-Salvador (Autorenkürzel: Mansanet-Salvador, fl. 2017)
- Carlos Paus Sonnenröschen (Helianthemum ×carolipaui Cuatrec)[45], Naturhybride aus Spanien, benannt nach dem spanischen Botaniker und Cisteaceae-Experten Carlos Pau (1857–1937)
- Conchitas Sonnenröschen (Helianthemum ×conchitae Socorro & Aroza[45] = (Helianthemum apenninum subsp. suffruticosum × Helianthemum neopiliferum)), Naturhybride aus Spanien, vermutlich benannt nach der spanischen Botanikerin Conchita Alonso (fl.2001)
- Coronados Sonnenröschen (Helianthemum ×coronadoi Mateo)[45]= (Helianthemum hirtium × Helianthemum asperum)[48]; Naturhybride in zwei Unterarten (subsp. coronadoi und subsp. aespadanicum) aus Spanien. Benannt nach der spanischen Botanikerin Indiana M. Coronado (1962, fl. 2006)
- Crespos Sonnenröschen (Helianthemum ×crespoi Mateo[45] = (Helianthemum marifolium × Helianthemum organifolium)), Naturhybride aus dem südwestlichen Europa. Benannt nach dem spanischen Botaniker M. B. Crespo (1962).
- Helianthemum ×digeneum Rouy & Foucaud[45] = (Helianthemum hirtium × Helianthemum nummularium), Naturhybride aus Spanien und Südfrankreich, Synonym: Helianthemum ×hirtiforme Rouy & Fouc.
- Doumergues Sonnenröschen (Helianthemum ×doumerguei)[45]. Benannt nach dem französischen Naturforscher François Doumerque (1858–1938)
- Fabados Sonnenröschen (Helianthemum ×fabadoi Mateo[45] = (Helianthemum edetanum × Helianthemum violaceum)), Naturhybride aus dem südwestlichen Europa. Benannt nach dem spanischen Botaniker Javier Fabado Alós (fl. 2007).
- Finestrat-Sonnenröschen (Helianthemum ×finestratense Pérez Dacosta & Mateo)[45], Naturhybride aus Spanien. Benannt nach der spanischen Ortschaft Finestrat.
- Font-Quers Sonnenröschen (Helianthemum ×fontqueri Sennen = (Helianthemum almeriense × Helianthemum apenninum subsp. suffruticosum)), Naturhybride aus Spanien bei Almeria und Murcia. Benannt nach dem spanisch-Katalanischen Botaniker Pius Font i Quer (1888–1964).
- Guiraos Sonnenröschen (Helianthemum ×guiraoi Willk.[45] = (Helianthemum hirtium × Helianthemum viscarium)), Naturhybride aus Spanien, benannt nach dem spanischen Naturkundler, Arzt und botanischen Autor Ángel Guirao y Navarro (1817–1890)
- Heers Sonnenröschen (Helianthemum ×heerii Brügger[45]= (Helianthemum oelandicum subsp. alpestre× Helianthemum nummularium)), benannt nach dem Schweizer Botaniker, Paläontologen und Insektenkundler Oswald Heer (1809–1883)
- Hässliches Sonnenröschen (Helianthemum ×hispidum (Lam.) Dunal [45]= (Helianthemum apenninum subsp. apenninum × Helianthemum hirtum)), Naturhybride u. a. aus Spanien
- Lagunen-Sonnenröschen (Helianthemum ×lagunae Mateo[45]= (Helianthemum apenninum × Helianthemum croceum)), Naturhybride aus Spanien
- Geradliniges Sonnenröschen (Helianthemum ×lineariforme Pau = (Helianthemum hirtum × Helianthemum violaceum)): Naturhybride aus Spanien
- Lucentum-Sonnenröschen (Helianthemum ×lucentinum M.Bieb.Crespo & J.C.Cristóbal)[45]: Naturhybride aus Spanien, der Name geht vermutlich auf das antike Lucentum, die Vorgängersiedlung des heutigen Alicante zurück.
- Mansanet-Sonnenröschen (Helianthemum ×mansanetianum Mateo[45], Naturhybride in zwei Unterarten (subsp. mansanetianum und subsp. ayorense)) aus Spanien, benannt nach dem spanischen Botaniker José Mansanet (1915–1990)
- Helianthemum ×mariano-salvatoris F. Alcaraz & al.[45] = (Helianthemum alypoides × Helianthemum almeriense subsp. almeriense), Naturhybride aus Spanien
- Montpellier-Sonnenröschen (Helianthemum ×monspessulanum Rouy & Fouc.)[45], Naturhybride aus Frankreich
- Helianthemum ×montis-bovis Mateo[45], Naturhybride aus Spanien
- Moya-Sonnenröschen (Helianthemum ×moyense Mateo, García Cardo & Mart.Labarga)[45]: Naturhybride aus Spanien, benannt nach der spanischen Gemeinde Moya auf der Kanareninsel Gran Canaria.
- Murbecks Sonnenröschen (Helianthemum ×murbeckii Faure)[45], benannt nach dem schwedischen Botaniker und Farnkundler Svante Samuel Murbeck (1859–1946)
- Petrer-Sonnenröschen (Helianthemum ×petrerense Pérez Dacosta & Mateo)[45]: Naturhybride aus Spanien, benannt nach der südostspanischen Gemeinde Petrer in der Provinz Alicante.
- Helianthemum ×protodianicum J.M.Aparicio, Pérez Dacosta & Mateo[45], Naturhybride aus Spanien
- Falsches Aschgraues Sonnenröschen (Helianthemum ×pseudocinereum Pérez Dacosta & Mateo): Naturhybride aus Spanien
- Falsches Dianisches Sonnenröschen (Helianthemum ×pseudodianicum Pérez Dacosta & Mateo)[45], Naturhybride aus Spanien
- Rothmalers Sonnenröschen (Helianthemum ×rothmaleri Villar = (Helianthemum apenninum subsp. stoechadifolium× Helianthemum nummularium)), Naturhybride aus Spanien, benannt nach dem deutschen Botaniker Werner Rothmaler (1908–1962)
- Riguals Sonnenröschen (Helianthemum ×rigualii M.B.Crespo)[45], Naturhybride aus Spanien, benannt nach dem spanischen Botaniker Abelardo Rigual Magallón (1918–2009)
- Gebirgs-Sonnenröschen (Helianthemum ×serranicum Mateo): benannt nach dem lateinischen Wort serra für Säge ist die Bezeichnung für eine schroffe Bergkette oder für ein Kettengebirge (spanisch: Sierra). Die adjektivische Form serrano bedeutet im erweiterten Sinn allgemein „Berg-“, und das Wort serranía entspricht dann „Bergland“ oder „Hügelkette“
- Helianthemum ×subhispidulum[45]
- Helianthemum ×subviscosum Faure & Maire[45]

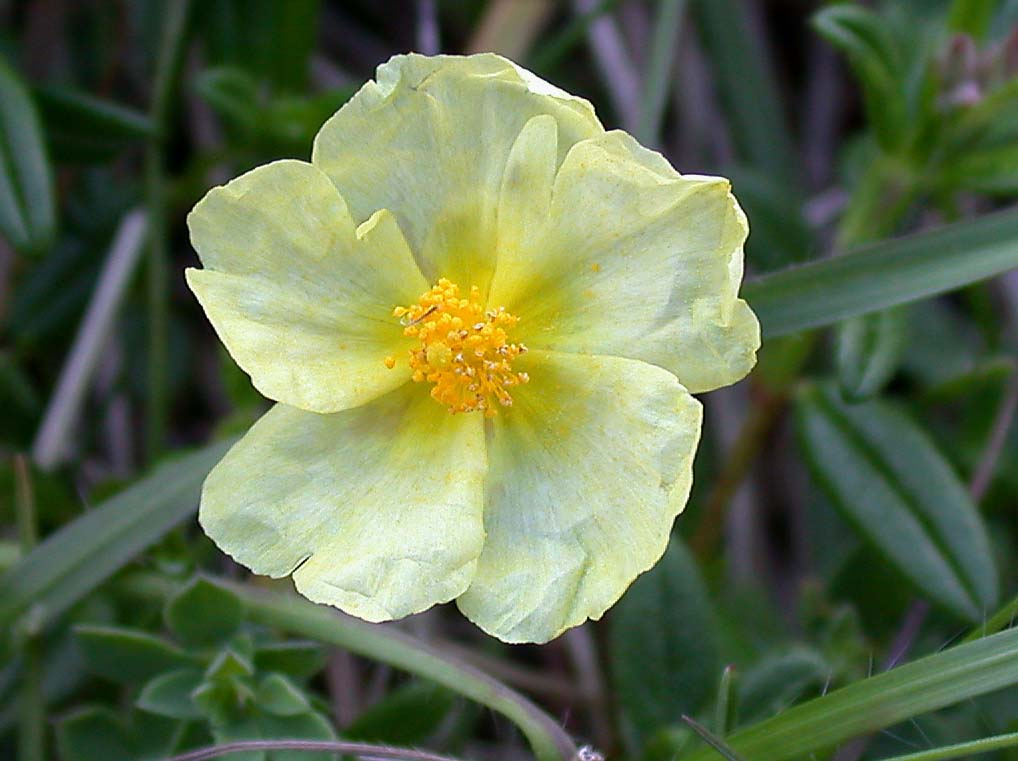
Helianthemum x sulphureum

- Schwefelgelbes Sonnenröschen (Helianthemum ×sulphureum Willd.[49] = (Helianthemum apenninum × Helianthemum nummularium)), Naturhybride, u. a. in Deutschland im Maintal verbreitet

- Tours-Sonnenröschen (Helianthemum ×tornesae Pérez Dacosta, Mateo & J.M.Aparicio), benannt nach dem latinisierten Adjektiv für das französische Tours, auch bekannt unter Tornesa, einer Silbermünze aus Tours.
- Tiara-Sonnenröschen (Helianthemum ×triregnorum Mateo)[45], vermutlich benannt nach der Form-Ähnlichkeit der Blütenknospen mit der Päpstlichen Tiara (lateinisch: triregnum; steht für die geistliche und weltliche Herrschaft, verbunden mit dem Anspruch der Stellvertreterschaft Christi)
- Gijón-Sonnenröschen (Helianthemum ×xixonense Pérez Dacosta & Mateo)[45] = (Helianthemum hirtium × Helianthemum dianicum), benannt nach dem lateinischen Namen Xixon für das Spanische Gijón, siehe: Helianthemum dianicum

### Zuchthybriden bzw. Kultursorten
Es gibt zahlreiche Zuchthybriden die als Zierpflanzen vor allem in Steingärten Verwendung finden. Diese haben eine meist niedrigere und ausladendere Wuchsform. Die Blütenfarben reichen von weiß bis cremefarben von blassgelb bis dunkelgelb, von lachsrosa bis apricotfarbig, von hellrosa bis pink und von orange bis rot, teilweise sind die Blüten gefüllt. Mehrere dieser Kultivare erhielten Auszeichnungen der britischen Royal Horticultural Society. Oft werden diese Garten-Sonnenröschen genannt. Eine sehr umfassende Übersicht über die Merkmale vieler Kulturhybriden bietet die Internetseite des Sonnenröschen-Enthusiasten Andrew Roberts, der in Hartley in der Grafschaft Kent eine Sammlung mit über 200 Sorten aufgebaut hat.
Die Zuchtformen bzw. Kultursorten werden meist ohne weitere Informationen als Helianthemum cultorum oder Helianthemum ×cultorum taxiert
- Helianthemum ‚Afflick‘ (orange-gelbe Blüten)
- Helianthemum ‚Albert's Gold‘ (blass apricot-farbene Blüten)
- Helianthemum ‚Album‘ (weiße Blüten mit gelber Mitte)
- Helianthemum 'Alice Howarth' (korallenfarbene Blüten mit etwas dunkleren Basalflecken)
- Helianthemum ‚Aloisia‘
- Helianthemum ‚Amabile Plenum‘ (rote, gefüllte Blüten). wird auch unter Helianthemum nummularium ‚Amabile Plenum‘ angeboten. Die beiden lateinischen Adjektive ‘amabile’ und ‘plenus’ bedeuten ‘liebenswert/schön’ und ‘voll/gefüllt’
- Helianthemum ‚Amy Baring‘ (butterblumengelbe Blüten)
- Helianthemum ‚Annabell‘ (rosafarbene gefüllte Blüten)
- Helianthemum ‚Anjou‘ (rosafarbene Blüten), benannt nach der historischen französischen Provinz Anjou
- Helianthemum ‚Baby Buttercup‘ (buttergelbe Blüten)
- Helianthemum ‚Beech Park Red‘ (leuchtend rote Blüten)
- Helianthemum ‚Ben Alder‘ (orangefarbene Blüten mit dunkelorangefarbenen Basalflecken) benannt nach dem schottischen Berg Ben Alder
- Helianthemum ‚Ben Attow‘ (hellgelbe Blüten), benannt nach dem schottischen Berg Ben Attow
- Helianthemum ‚Ben Dearg‘ (rosarote Blüten mit dunkel-rosaroten Basalflecken), benannt nach dem schottischen Berg Beinn Dearg
- Helianthemum ‚Ben Fhada‘ (leuchtend gelbe Blüten mit orangefarbener Mitte, Wuchshöhe bis 20 Zentimeter), benannt nach dem schottischen Berg Beinn Fhada
- Helianthemum ‚Ben Heckla‘ (orangefarbene Blüten), benannt nach dem schottischen Berg Hecla der Insel Uist, die zu den Äußeren Hebriden zählt
- Helianthemum ‚Ben Hope‘ (rosarote Blüten) benannt nach dem schottischen Berg Ben Hope. Synonym: Helianthemum nummularium ‚Ben Hope’
- Helianthemum ‚Ben Lomond‘ (hellrosarote Blüten), benannt nach dem schottischen Berg Ben Lomond
- Helianthemum ‚Ben Ledi‘ (rosarote Blüten mit orange-gelben Basalflecken) benannt nach dem schottischen Berg Ben Ledi. Synonym: Helianthemum ‚Everton Ruby‘

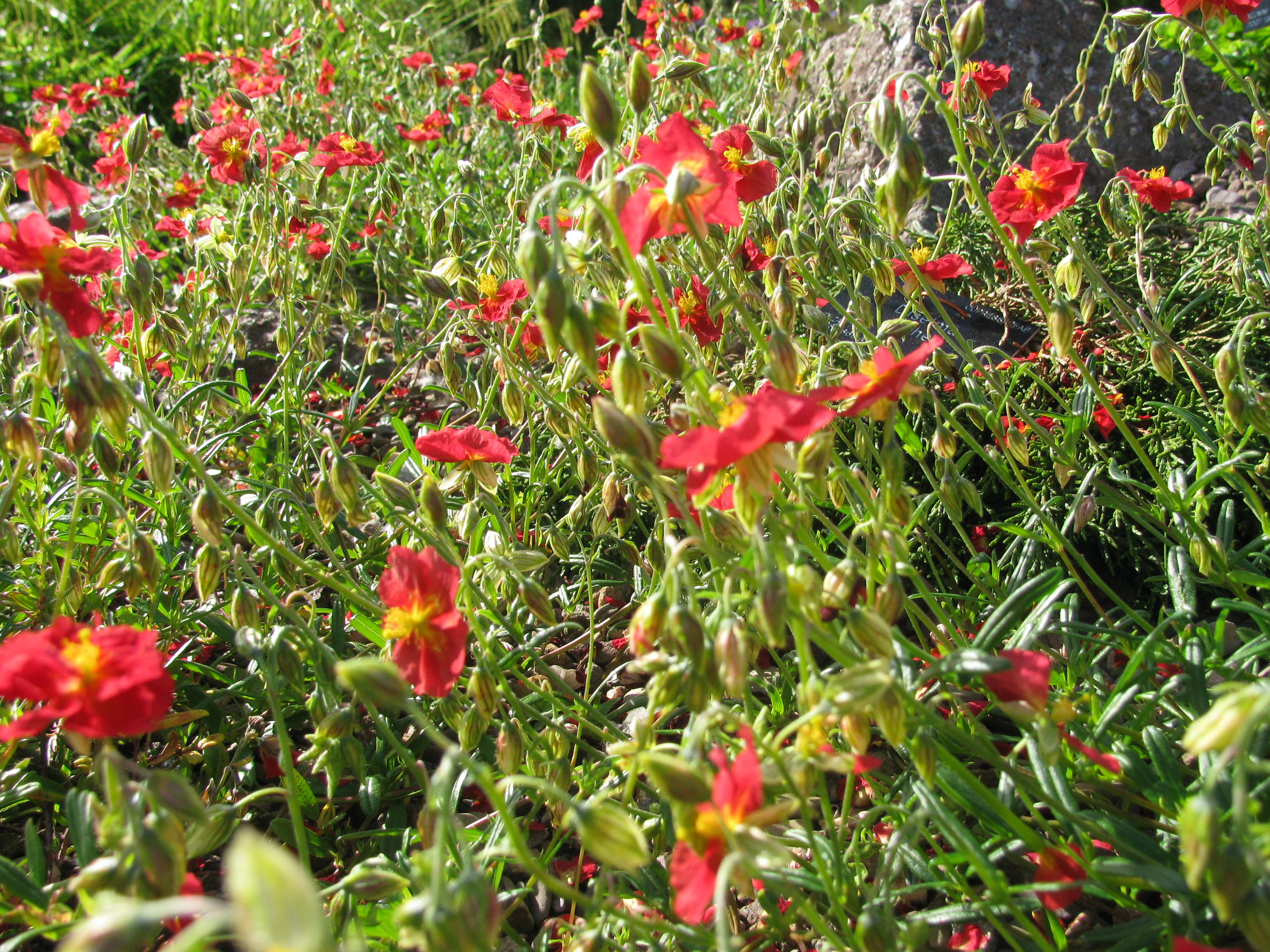
Helianthemum 'Ben Macdhui'

- Helianthemum ‚Ben Macdhui‘ (rote Blüten mit gelben Basalflecken), benannt nach dem schottischen Berg Ben Macdui
- Helianthemum ‚Ben Mhor‘ (orangerote Blüten), benannt nach dem schottischen Berg Ben Mhor auf der Insel Uist, die zu den Äußeren Hebriden zählt
- Helianthemum ‚Ben More‘ (orangerote Blüten), benannt nach dem schottischen Berg Ben More. Synonym: Helianthemum nummularium ‚Ben More‘
- Helianthemum 'Ben Nevis' (orangefarbene Blüten mit roten Basalflecken), benannt nach dem schottischen Berg Ben Nevis, dem höchsten Berg Großbritanniens
- Helianthemum 'Ben Vane' (orangefarbene Blüten mit rot-orangen Basalflecken), benannt nach dem schottischen Berg Ben Vane
- Helianthemum ‚Big Orange‘ (intensiv-orangefarbene Blüten)
- Helianthemum ‚Blutströpfchen‘ (leuchtend rote Blüten); benannt nach dem deutschen Trivialnamen der Nachtfalterart Zygaena filipendulae auch Sechsfleck-Widderchen genannt
- Helianthemum 'Boughton Double Primrose' (gelbe gefüllte Blüten)
- Helianthemum ‚Braungold‘ (gelbfarbene Blüten).
- Helianthemum ‚Bronzeteppich‘ bzw. ‚Bronze Carpet‘ (braunorange Blüten, Wuchshöhe bis 15 Zentimeter)
- Helianthemum ‚Bunbury‘ (pinkfarbene Blüten)
- Helianthemum ‚Coppernob‘ (dunkelkupferrote Blüten mit bronze-purpurroter Mitte)

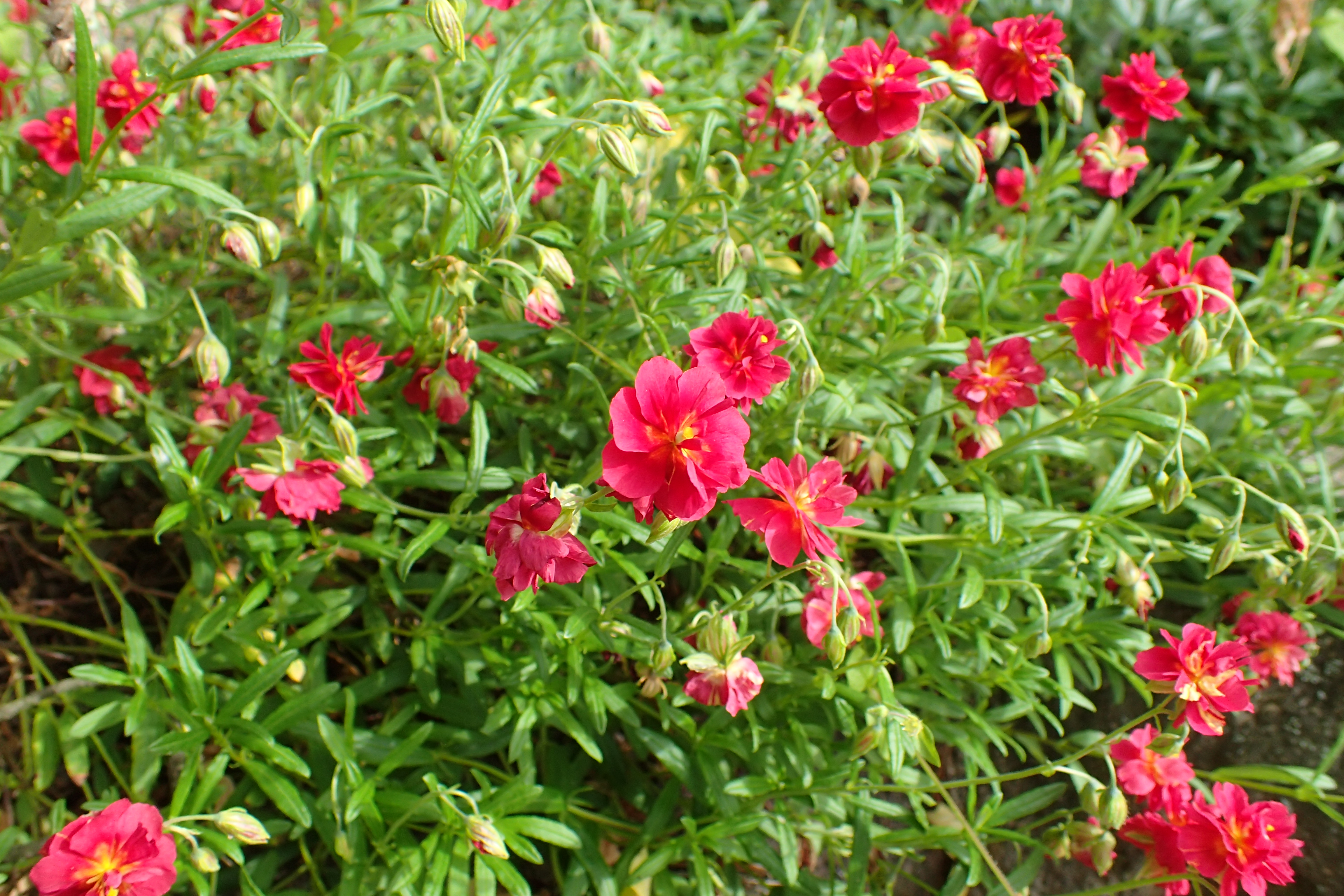
Helianthemum 'Cerise Queen'

- Helianthemum ‚Cerise Queen‘ (leuchtend purpurrote, gefüllte Blüten mit gelber Mitte, Wuchshöhe bis 20 Zentimeter); Synonym: Helianthemum nummularium ‚Cerise Queen‘
- Helianthemum ‚Cheviot‘ (apricotfarbene Blüten, filigraner Wuchs), benannt nach dem Berg The Cheviot, der höchsten Erhebung der Cheviot Hills in Northumberland, England
- Helianthemum ‚Cornish Cream‘ (vanillegelbe, zarte Blüten mit kräftig gelber Mitte)
- Helianthemum ‚Croceum‘ (hell-rosarote Blüten)
- Helianthemum 'David Ritchie' (dunkelrote Blüten)
- Helianthemum ‚Dompfaff‘ (tiefrote Blüten mit rosa Rand und gelber Mitte, Wuchshöhe bis 15 Zentimeter)
- Helianthemum ‚Eisbär‘ (reinweiße Blüten).
- Helianthemum ‚Elfenbeinglanz‘ (hellgelbe Blüten)
- Helianthemum ‚Etna‘ (hellrötliche Blüten)
- Helianthemum ‚Everton Ruby‘ ist das Synonym von Helianthemum ‚Ben Ledi‘
- Helianthemum ‚Fire Ball‘ ist das Synonym von Helianthemum ‚Mrs C.W. Earle‘
- Helianthemum ‚Fire Dragon’ (flammenorangefarbene Blüten).[58]
- Helianthemum ‚Everton Ruby‘ Synonym: Helianthemum ‚Mrs Clay’
- Helianthemum ‚Fairy’ (cremefarbene bis weiße Blüten)
- Helianthemum ‚Fire King‘ (intensiv orangefarbene Blüten)
- Helianthemum 'Frau M. Bachthaler' (purpurrote Blüten mit dunkelroten Basalflecken)
- Helianthemum ‚Gelbe Perle‘ (zitronengelbe gefüllte Blüten)
- Helianthemum ‚Gelber Findling‘ (gelbe Blüten)
- Helianthemum ‚Georgeham‘ (pinkfarbene Blüten mit hell rosafarbene Basalflecken), benannt nach dem gleichlaufenden Dorf in der Grafschaft Devon im Südwesten Englands
- Helianthemum ‚Golden Queen‘ (strahlend gelbe Blüten mit orangefarbener Mitte, Wuchshöhe bis 20 Zentimeter). Synonym: Helianthemum ‚Yellow Queen‘
- Helianthemum ‚Hartswood Ruby‘ (erdbeerrote Blüten)
- Helianthemum ‚Henfield Brilliant‘ (blutrote Blüten), benannt nach der englischen Gemeinde Henfield in der Grafschaft Sussex, in der sich das Hauptquartier des Sussex Wildlife Trust befindet[58]
- Helianthemum ‚Highdown Apricot‘ (apricotfarbene Blüten), benannt nach den Highdown Gardens in Worthing, England.
- Helianthemum ‚Highdown Peach‘ (pfirsich-rosafarbene Blüten), benannt nach den Highdown Gardens in Worthing, England.
- Helianthemum ‚Honeymoon‘ (orangefarbene gefüllte Blüten), Honeymoon ist im Englischen die literarische Bezeichnung für den Monat Juli, die Haupt-Blütezeit dieser Sorte
- Helianthemum ‚Ilona‘ (rote Blüten)
- Helianthemum ‚Jefff's Delight‘ (kräftig rotfarbene Blüten)
- Helianthemum ‚Jock Scott‘ (orangefarbene Blüten)
- Helianthemum ‚Jubilee‘ (primelgelbe Blüten)
- Helianthemum ‚Jubilee Variegata‘ (primelgelbe gefüllte Blüten)
- Helianthemum ‚Junges Apricot‘ (apricotfarbene halbgefüllte Blüten)
- Helianthemum ‚Kathleen Druce‘ (gelbe gefüllte Blüten)
- Helianthemum ‚Kathleen Mary‘ (rosafarbene Blüten mit orangefarbenen Basalflecken)

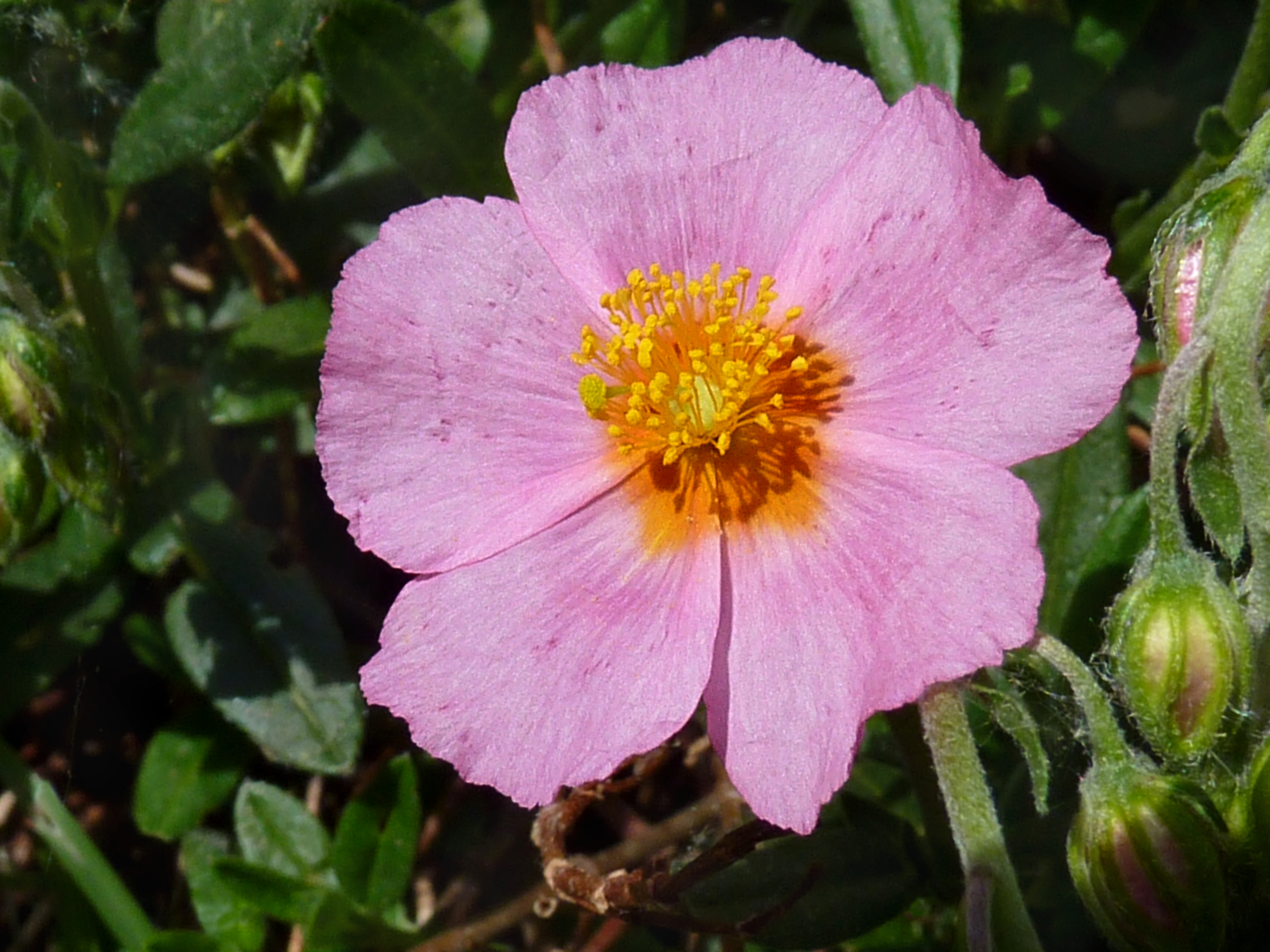
Helianthemum 'Lawrensons´s Pink'

- Helianthemum ‚Lawrensons Pink‘ (purpurrosa, halbgefüllte Blüten mit gelber Mitte, Wuchshöhe bis 20 Zentimeter), vermutlich benannt nach der irischen Gärtnerin und botanischen Schriftstellerin Alice Louisa Lawrenson (1841–1900)
- Helianthemum ‚Lemon Queen‘ (zitronengelbe Blüten)
- Helianthemum ‚Lucy Elizabeth‘ (weiße Blüten), benannt nach der US-amerikanischen Botanikerin und Sammlerin Lucy Elizabeth Boothroyd Abbe (1906–1992)

- Helianthemum ‚Mette‘ (rosarote Blüten)
- Helianthemum ‚Miss Mould‘ (rosafarbene Blüten)
- Helianthemum ‚Mrs C. W. Earle‘ (scharlachrote Blüten mit gelber Basis), benannt nach der englischen Gärtnerin und botanischen Schriftstellerin Theresa Earle (1836–1925), sie veröffentlichte ihre Bücher unter dem Pseudonym C.W. Earle. Synonym: Helianthemum ‚Mrs C.W. Earle‘
- Helianthemum ‚Mrs Clay‘ ist das Synonym von Helianthemum ‚Fire Dragon‘
- Helianthemum ‚Mrs Jenkinson‘ (cremegelbe Blüten mit zitronengelber Basis)
- Helianthemum ‚New Moon‘ (hell cremefarbene Blüten)
- Helianthemum ‚Orange Double‘ (orangefarbene Blüten)
- Helianthemum ‚Orange Queen‘ (orangefarbene Blüten)
- Helianthemum ‚Orchard's Nevis‘ (hellrosa Blüten)
- Helianthemum ‚Orchard's Red‘ (orchideen-rote Blüten)
- Helianthemum ‚Orchard's Rose‘ (leuchtend rosarote Blüten)
- Helianthemum ‚Orchard's Royale' (leuchtend pink-rosarote Blüten)
- Helianthemum ‚Orchard's Star‘ (malven-rote Blüten)
- Helianthemum ‚Ovum Supreme‘ (hell cremefarbene Blüten mit hellgelben Basalflecken)
- Helianthemum ‚Orchard's White‘ (orchideen-weiße Blüten)
- Helianthemum 'Pershore Orange' (hell orangefarbene Blüten mit orangefarbenen Basalflecken), benannt nach der Stadt Pershore in der Grafschaft Worcestershire in England
- Helianthemum ‚Pink Angel’ (rosafarbene Blüten)
- Helianthemum ‚Pink Double‘ (rosafarbene Blüten)
- Helianthemum ‚Plenum‘ (gefüllte gelbfarbene Blüten; wird als Kultursorte von Helianthemum nummularium beschrieben)[59]
- Helianthemum ‚Praecox‘ (hellgelbe Blüten)
- Helianthemum ‚Prima Donna‘ (pinkfarbene Blüten)
- Helianthemum ‚Raspberry Ripples‘ (zweifarbige rosa und weiße Blüte)
- Helianthemum ‚Red Dragon‘ (scharlachrote Blüten mit gelben Basalflecken).
- Helianthemum ‚Red Orient‘ (intensiv-rote Blüten)
- Helianthemum ‚Regenbogen‘ (gefüllte Blüten in apricot bis rosafarbigen Tönen)
- Helianthemum ‚Rhodanthe Carneum‘ (hell orangerot bis rosafarbene Blüten mit orangefarbenen Basalflecken), Synonyme zu dieser Sorte sind Helianthemum ‘Wisley Pink’ bzw. Helianthemum nummularium ‚Wisley Pink‘[58]
- Helianthemum ‚Rose Glory‘ (dunkelrosafarbene Blüten)
- Helianthemum ‚Rose of Leeswood‘ (gefüllte rosafarbene Blüten mit orangefarbenen Basalflecken)
- Helianthemum ‚Rosenkönigin‘ bzw. ‚Rosa Königin‘ (Blüten in kräftigem Rosa mit orangefarbenen Basalflecken; wird als Kultursorte von Helianthemum nummularium beschrieben)[59]
- Helianthemum ‚Rubin‘ (rubinrote, gefüllte Blüten, Wuchshöhe bis 20 Zentimeter), historische Sorte, die schon 1879 in Vilmorin’s illustrirter Blumengärtnerei als Helianthemum amabile flore pleno auftaucht.[60]
- Helianthemum ‚Ruth‘ (Helianthemum nummularium × Helianthemum apenninum, ziegelrote Blüten mit orangefarbenem Auge)
- Helianthemum ‚Saint Johnʻs College Yellow‘ (leuchtend gelbe Blüten)
- Helianthemum 'Salmon Queen' (lachsfarbene Blüten mit etwas dunkleren Basalflecken)
- Helianthemum ‚Shot Silk’ (hellrosa Blüten mit gelben Basalflecken)
- Helianthemum ‚Snowball’ (cremefarbene Blüten mit hellgelber Basis)
- Helianthemum ‚Snow Queen‘ (strahlend weiße Blüten mit gelber Mitte, Wuchshöhe bis 25 Zentimeter), Synonym von Helianthemum ‚The Bride‘
- Helianthemum ‚Sterntaler‘ (tiefgelbe Blüten, Wuchshöhe bis 15 Zentimeter)
- Helianthemum ‚Sudbury Gem‘ (intensiv rosapinkfarbene Blüten),
- Helianthemum ‚Sulphureum Plenum‘ (schwefelgelbe gefüllte Blüten)
- Helianthemum ‚Supreme‘ (blutrote Blüten).
- Helianthemum ‚The Bride‘ (weiße Blüten).
- Helianthemum ‚Tomato Red‘ (tomatenrote Blüten)
- Helianthemum ‚Watergate Orange‘ (orangerote Blüten), benannt nach der Watergate Bay in der Grafschaft Cornwall in Großbritannien
- Helianthemum ‚Weiß‘ (weiße Blüten)
- Helianthemum ‚Wisley Pink‘ (hellrosafarbene Blüten) und Helianthemum nummularium ‚Wisley Pink‘ sind Synonyme von Helianthemum ‚Rhodanthe Carneum‘ [61]
- Helianthemum ‚Wisley Rose‘ (intensivrosafarbene Blüten)
- Helianthemum ‚Wisley Primrose‘ (blassgelbe Blüten), alle ‚Wisley‘-Sorten sind nach Wisley, dem Sitz des Gartens der Royal Horticultural Society (Region South East England) benannt.[58]

## Ökologie
Standorte
Wie die meisten Zistrosengewächse gedeihen sie meist an eher trockenen, felsigen und sonnigen Standorten. In den gemäßigten Gebieten Europas kommen sie beispielsweise in Magerwiesen-Habitaten, auf Trockenrasen oder in Kiefern-Trockenwäldern vor.
Exemplarisch die ökologischen Zeigerwerte nach Landolt für die Vorkommen von Helianthemum canum in der Schweiz: Feuchtezahl F = 1 (sehr trocken), Lichtzahl L = 4 (hell), Reaktionszahl R = 5 (basisch), Temperaturzahl T = 4+ (warm-kollin), Nährstoffzahl N = 1 (sehr nährstoffarm), Kontinentalitätszahl K = 4 (subkontinental). Die häufige Benennung nach Bergen oder Gebirgszügen zeigt die Vorliebe vieler Arten für eher steinige und trockene Höhenlagen.
Symbiosen
Sonnenröschen gehen Symbiosen mit Mykorrhizapilzen ein. Im Mittelmeerraum ist dies die Gattung der Wüstentrüffeln (Terfezia). Einige symbiotische Paare sind Helianthemum salicifolium und der Trüffel Tirmania nivea sowie H. guttatum und T. pinoyi.
Eine der am häufigsten beobachteten Mykorrhizen mit Helianthemum ist ein Mitglied einer anderen Familie, Cenococcum geophilum. Dieser Pilz ist nicht wirtsspezifisch und assoziiert sich oft auch mit Eichen. Einige Studien deuten darauf hin, dass Helianthemum-Arten und Eichen, die in einem Lebensraum zusammenwachsen, ihre Mykorrhizen „teilen“ können.
Sonnenröschen als Nahrungspflanzen
Helianthemum-Arten sind Nahrungspflanzen für die Larven einiger Schmetterlings-Arten. Die Miniermotten Bucculatrix helianthemi und B. regaella ernähren sich beide ausschließlich von Helianthemum sessiliflorum, ebenso wie Coleophora eupreta. C. ochrea ist auf Helianthemum beschränkt, und C. bilineella und C. potentillae wurden ebenfalls beobachtet.
Die Raupen des Kleinen Sonnenröschen-Bläulings (Aricia agestis) und des Großen Sonnenröschen-Bläulings (Aricia artaxerxes) haben meist das Gelbe Sonnenröschen (Helianthemum nummularium) als Nahrungspflanze. Auch die Raupen des Grünen Zipfelfalters (Callophrys rubi), ebenfalls aus der Familie der Bläulinge, ernähren sich von den Blättern verschiedener Sonnenröschenarten.
Auch die Raupen des Sonnenröschen-Würfel-Dickkopffalters (Pyrus alveus) haben u. a. Helianthemum nummularium als Futterpflanze.
Gefährdungsgrad in Deutschland
Laut Roter Liste (Stand 2018) sind derzeit Helianthemum apenninum und Helianthemum canum in der Rote-Liste-Kategorie 3 als „gefährdet“ eingestuft, Helianthemum nummularium und dessen Unterarten subsp. glabrum, subsp. grandiflorium und subsp. nummularium als „ungefährdet“, die Unterart subsp. obscurum wurde in die Vorwarnstufe aufgenommen.

## Kulturbedingungen
Die Zuchtformen der Sonnenröschen benötigen gut durchlässige nährstoffarme Bodensubstrate, sonnige Standorte und bevorzugen Regionen mit milden Wintern (Weinbaugebiete). Sie eignen sich als Steingartenpflanzen, auch auf Trockenmauerkronen und in Trockenmauerfugen. Einige Hybriden haben ein starkes Ausdehnungsvermögen, welches die Proportionen kleiner Anlagen sprengen kann, Die Vermehrung erfolgt über Aussaat oder über Sommer-Stecklinge. Bei der Kultivierung verschiedener Arten und Hybriden können neue Kultivare auftauchen. In raueren Regionen kann die Kultur auch in Pflanzgefäßen erfolgen, die dann frostfrei überwintert werden; zumindest sollten diese bspw. mit Koniferenzweigen abgedeckt und vor zu viel Nässe geschützt werden.

## Verwendung
Die Vielzahl der Zuchtformen in vielen Farbvarianten zeigt die Bedeutung des Sonnenröschens für Steingartenanlagen.
In der alternativmedizinischen Bachblütentherapie mit 38 verschiedenen Essenzen enthält die Essenz Nr. 26 mit der Bezeichnung Rock Rose Auszüge des Gelben Sonnenröschens (Helianthemum nummularia). Die Essenz soll Angst- und Panikzuständen entgegenwirken.
In der arabischen Kräutermedizin wird Helianthemum kahiricum u. a. bei Krebs- und Magenerkrankungen eingesetzt.
In mediterranen Regionen sind Tees aus verschiedenen Sonnenröschen-Arten in der Volksmedizin beliebtes Mittel vor allem bei Magen-Darm-Problemen. Sie enthalten u. a. Gerbstoffe und Flavonoide, deren Wirksamkeit wissenschaftlich belegt werden konnte.

## Etymologie und Mythologie
Etymologie
Der botanische Gattungsname Helianthemum leitet sich vom latinisierten Kompositum der griechischen Wörtern „ἥλιος - helios“ für „Sonne/Sonnengott“ und „ἀνθέμιον - anthemos“ und „ἄνθος - anthos“ für „Blüte/Blume“ ab.
Der deutsche Trivialnamen
Auch dürften die leuchtend gelben Blüten der meisten Arten bzw. die Vorliebe für sonnige Plätze für die Bezeichnung Sonnenröschen beigetragen haben. Ursprünglich wurden alle Zistrosengewächse unter Cistus subsumiert und als Zistrosen bzw. die kleinwüchsigeren Arten als Ziströslein bzw. Cisten-Röschen bezeichnet. Die Bezeichnung Rose kommt von der Ähnlichkeit der rötlichen und weißlichen Zistrosenblüten mit denen der Hundsrosen. Im Analogieprinzip verwendete man dann für die Gattungen Cistus, Halimium, Fumana, Tuberaria und Helianthemum unter Berücksichtigung der Blüten- bzw. Pflanzengröße die deutschen Namen Zistrosen, Steinrosen, Nadelröschen, Sandröschen bzw. Sonnenröschen.
Mythologischer Bezug
Sowohl der botanische Gattungsname Helianthus (Sonnenblumen) als auch der botanische Gattungsname Helianthemum (Sonnenröschen), leiten sich beide von den griechischen Wörtern helios für „Sonne“ und anthos bzw. anthemos für „Blume bzw. Blüte“ ab. Der Name stammt aus der griechischen Mythologie und ist in einem Gedicht von Ovid in seinem Werke „Metamorphosen 4“ überliefert: Einst verliebte sich das Mädchen Klytia in den Gott Apollon, der aber Leukothoe vorzog. Klytia verriet König Orchamos die Äffäre, der aus Zorn über diese Verbindung seine Tochter daraufhin lebendig begraben ließ. Apollons Herz war ob dieses Verrats nun gegen Klytia verhärtet und Klytia ließ sich nun nackt auf einem Felsen nieder, aß und trank nichts mehr und beklagte ihr Unglück. Die Verliebte schaute neun Tage Apollon zu, wie der seinen Wagen über den Himmel bewegte. Dann wurde ihr Herzeleid zu gelben und braunen Farben: Sie verwandelte sich in eine „Sonnen-Blume“, die ihre Blüte stets nach der Sonne (Apollos Sonnenwagen) drehte. Da die als Sonnenblume bezeichnete Pflanzenart aus Amerika stammt und somit ausscheidet, muss die Pflanze aus der griechischen Mythologie eine andere gewesen sein, sowohl die meisten Sonnenröschen als auch die gelbfarbigen Zistrosen (teilweise als Cistus oder Halimium taxiert) haben gelbe Blüten, wachsen auch auf Felsen, sind Bestandteil der mediterranen Flora und gehören zu den Heliophyten. Teilweise werden auch Sonnenwenden, Wegwarten oder Alpenveilchen aufgrund deren Heliotropismus mit dieser mythologischen Blume identifiziert.

## Weiterführende Literatur
- Erwin Janchen: Helianthemum canum (L.) Baumg. und seine nächsten Verwandten. In: Abhandlungen der K. K. Zoologisch-Botanischen Gesellschaft in Wien. Band IV, Heft 1, Gustav Fischer, Jena 1907.
- Sara Martín-Hernanz, Abelardo Aparicio, Mario Fernández-Mazuecos, Encarnación Rubio, J. Alfredo Reyes-Betancort, Arnoldo Santos-Guerra, María Olangua-Corral, Rafael G. Albaladejo: Maximize Resolution or Minimize Error? Using Genotyping-By-Sequencing to Investigate the Recent Diversification of Helianthemum (Cistaceae). In: Frontiers in plant science. Band 10, 2019, Artikel 1416, S. 1–21, doi:10.3389/fpls.2019.01416.
- Sara Martín‐Hernanz, Sara Martínez‐Sánchez, Rafael G. Albaladejo, Juan Lorite, Juan Arroyo, Abelardo Aparicio: Genetic diversity and differentiation in narrow versus widespread taxa of Helianthemum (Cistaceae) in a hotspot: The role of geographic range, habitat, and reproductive traits. In: Ecology and Evolution. Bognor Regis. Band 9, Nr. 6, 2019, S. 3016–3029, doi:10.1002/ece3.4481.
- Abelardo Aparicio, Marcial Escudero, Ana Valdés-Florido, Miguel A. Pachon, Encarnación Rubio, Rafael G. Albaladejo, Sara Martín-Hernanz, Mónica Pradillo: Karyotype evolution in Helianthemum (Cistaceae): dysploidy, achiasmate meiosis and ecological specialization in H. squamatum, a true gypsophile. In: Botanical Journal of the Linnean Society. Band 191, 2019, S. 484–501, doi:10.1093/botlinnean/boz066.
- Rafael G. Albaladejo, Sara Martín-Hernanz, J. Alfredo Reyes-Betancort, Arnoldo Santos-Guerra, María Olangua-Corral, Abelardo Aparicio: Reconstruction of the spatio-temporal diversification and ecological niche evolution of Helianthemum (Cistaceae) in the Canary Islands using Genotyping-by-Sequencing data. In: Annals of Botany. Band 126, 2020, S. 597–611, doi:10.1093/aob/mcaa090.
- Sara Martín-Hernanz, Rafael G. Albaladejo, Sébastien Lavergne, Encarnación Rubio, Aurélie Grall, Abelardo Aparicio: Biogeographic history and environmental niche evolution in the palearctic genus Helianthemum (Cistaceae). In: Molecular Phylogenetics and Evolution. Band 163, 2021 (doi:10.1016/j.ympev.2021.107238).
- S. Martín-Hernanz, M. Velayos, R. G. Albaladejo, A. Aparicio: Systematic implications from a robust phylogenetic reconstruction of the genus Helianthemum (Cistaceae) based on genotyping-by-sequencing (GBS) data. In: Anales Del Jardín Botánico De Madrid. Band 78, Nr. 2, 2021, e113 (doi:10.3989/ajbm.2601).
- Sara Martín-Hernanz, Rafael G. Albaladejo, Sébastien Lavergne, Encarnación Rubio, Macarena Marín-Rodulfo, Juan Arroyo, Abelardo Aparicio: Strong conservatism of floral morphology during the rapid diversification of the genus Helianthemum. In: American Journal of Botany. Band 110, Nr. 5, 2023, e16155 (doi:10.1002/ajb2.16155).